# 日本エアシステム
株式会社日本エアシステム（にほんエアシステム、英: JAPAN AIR SYSTEM CO.,LTD、JAS）は、かつて日本の東京都大田区に本社を置いていた大手航空会社。航空会社コードはJAS/JD、コールサインはエアシステム（英: Air System）。

## 会社概要
1971年5月15日、日本国内航空（JDA）と東亜航空（TAW）が合併した東亜国内航空（とうあこくないこうくう、英: Toa Domestic Airlines：TDA）として発足し、1988年4月1日に国際線進出に合わせ、日本エアシステムに社名を変更した。なお、東亜国内航空時代の航空会社コードはTDA/JD、コールサインはトーアドメス（Toa Domes）だった。
大手私鉄の東京急行電鉄（東急）を実質的な親会社としており、45/47体制の下、国内準幹線と地方ローカル線を主力とした路線網を運航し、国際線と国内幹線を担う日本航空（JAL）、国内幹線とローカル線・国際チャーター便を担う全日本空輸（ANA）とともに、かつての日本の3大大手航空会社の一翼を担っていた。45/47体制の終焉後は国内幹線や近距離国際線にも本格的に進出し、独創的なサービスを展開することでJALやANAとの差別化を図っていた。しかし、現存する大手2社と異なり採算がとりにくい国内準幹線・地方ローカル線が主力だったために常にその経営基盤は脆弱だった上、バブル崩壊後の景気悪化と航空自由化に伴う競争激化によって経営不振に陥った。
親会社である東急もグループ再編の過程で身売り先を模索し、最終的に日本航空との経営統合が決定。2004年4月1日に株式会社日本航空ジャパン（にほんこうくうジャパン、JALジャパン）に商号変更し、日本航空ブランドの国内線運航会社に転換され、事実上消滅した。そして、その日本航空ジャパンも2006年10月1日に、株式会社日本航空インターナショナル（現商号は日本航空株式会社）に吸収合併され、名実ともに消滅した。なお、旧日本国内航空の英語名に由来する2レターの航空会社コード「JD」は、中国の新興航空会社、金鹿航空（現：北京首都航空）に転用されている。

## 歴史（東亜国内航空・日本エアシステム時代）

### 東亜国内航空（TDA）

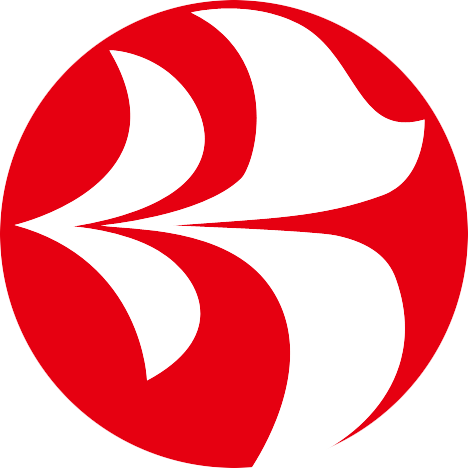
TDAのロゴマーク

東亜国内航空株式会社（Toa Domestic Airlines/TDA）は、東京・羽田空港を拠点に幹線と準幹線・ローカル線を運航していた日本国内航空（JDA）と広島に本社を置き大阪・伊丹空港を拠点にローカル線を中心に運航していた東亜航空（TAW）の2つの航空会社が合併し、1971年5月15日に発足した（存続会社は日本国内航空）。
東亜国内航空のシンボルマーク「ブラストフラワー」は、デザイナーの亀倉雄策が「大空を飛ぶ」イメージからデザインした。日本エアシステムに商号変更した際には廃止こそされなかったが、徐々に虹のロゴマークが中心になり使用されなくなった。ただし台車などの業務用器材には、2023年時点でもなお存在が確認されている。
発足直後の1971年7月3日に「ばんだい」号墜落事故が発生するなど前途多難な歩み出しであり、さらに1972年7月1日には運輸省からいわゆる「航空憲法」と呼ばれる45/47体制が示達されたことで、東亜国内航空には一部の幹線を除き採算の取りにくい国内ローカル線のみが割り当てられることとなり、厳しい経営を強いられた。
しかし、1972年に東京/羽田 - 大分線にボーイング727-100を投入して以降、ダグラスDC-9やエアバスA300を日本で初めて導入するなど、保有機材のジェット化、大型化を行い、地方の人々の足として地方空港のジェット化にも寄与した（詳細は後述を参照）。

### 商号変更

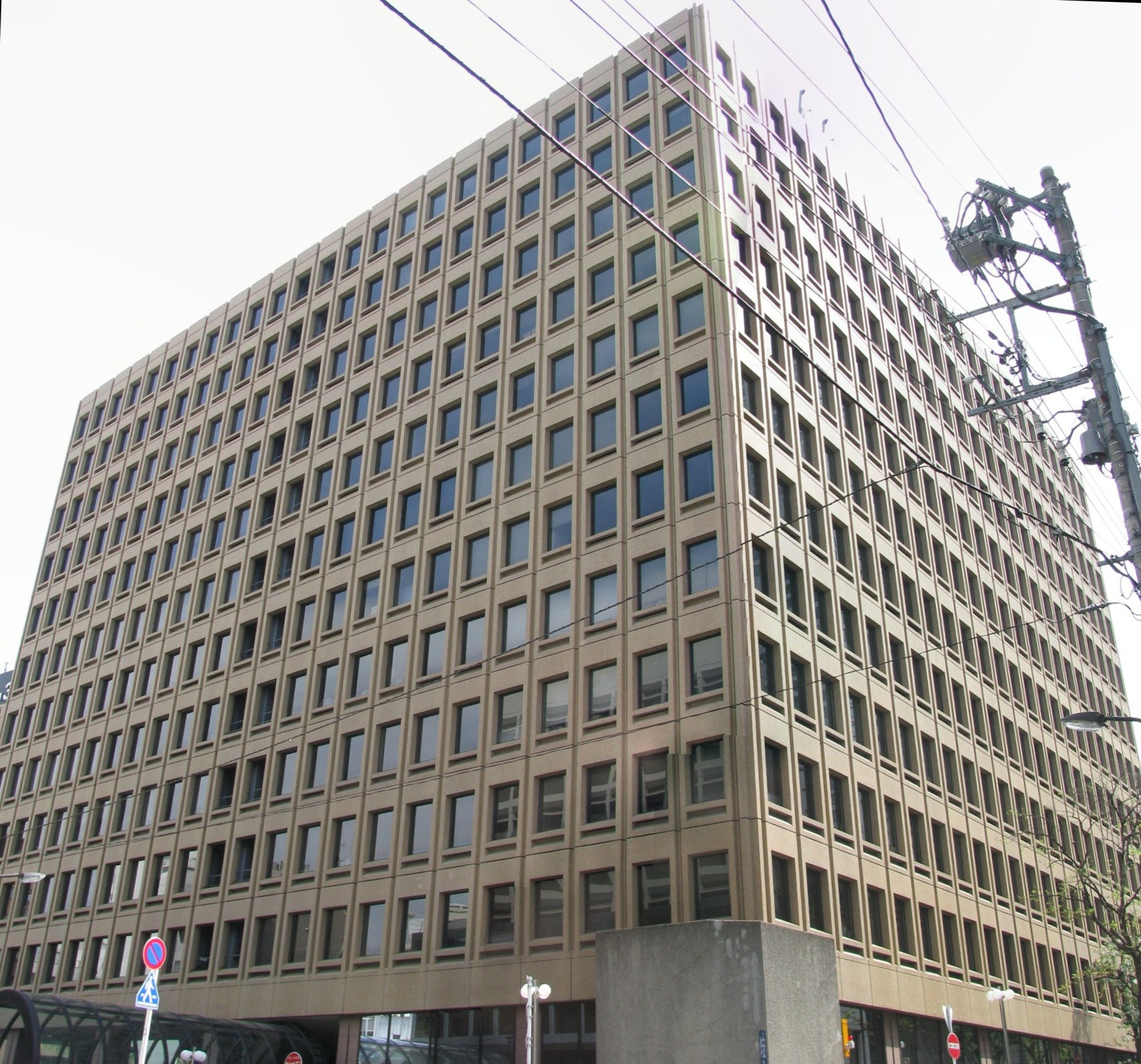
日本エアシステムの初代本社（1990年 - 1998年）- 虎ノ門37森ビル

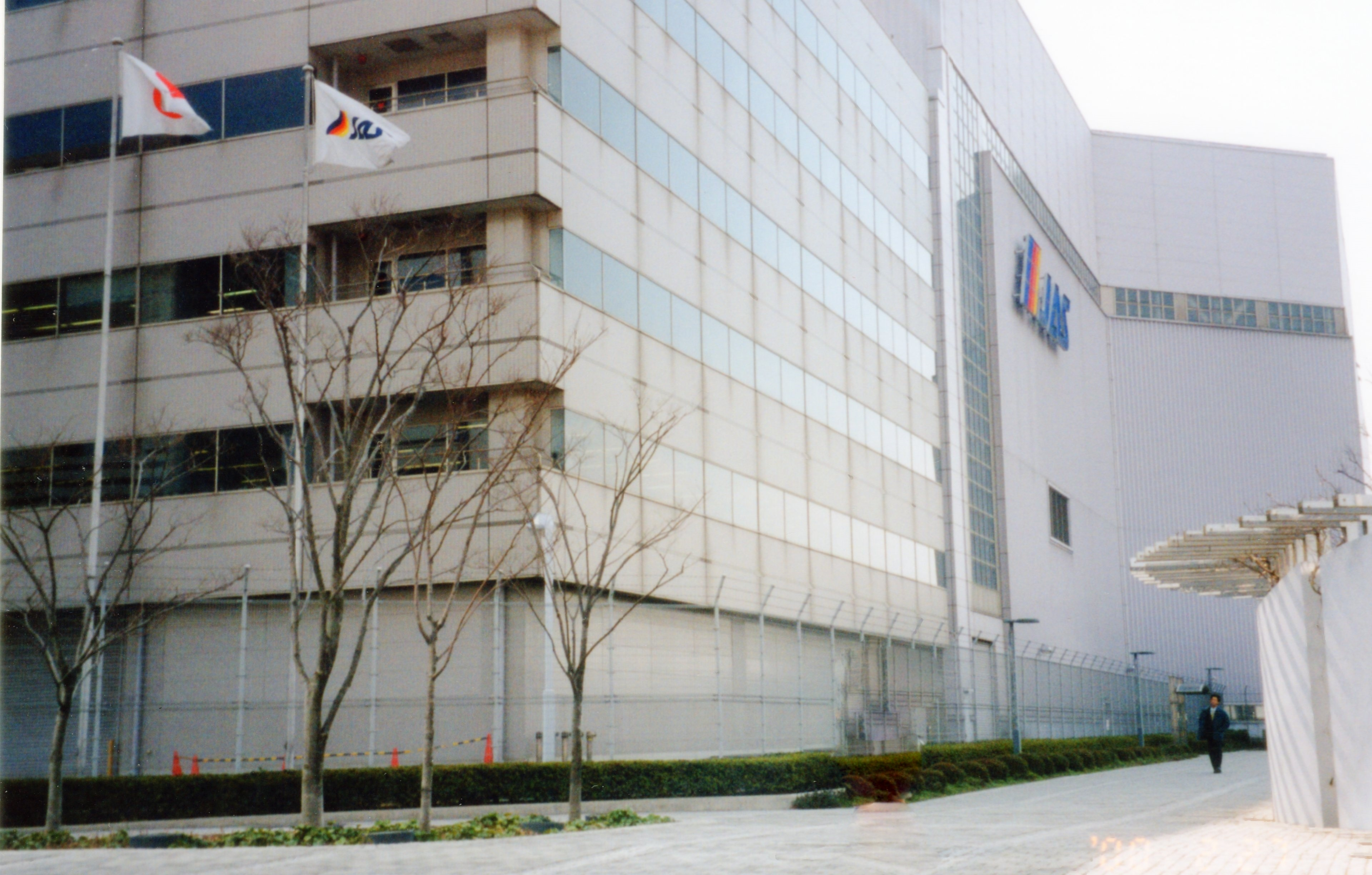
日本エアシステムの二代目本社 - 羽田M1ビル・新整備場（1998年 - 2006年）

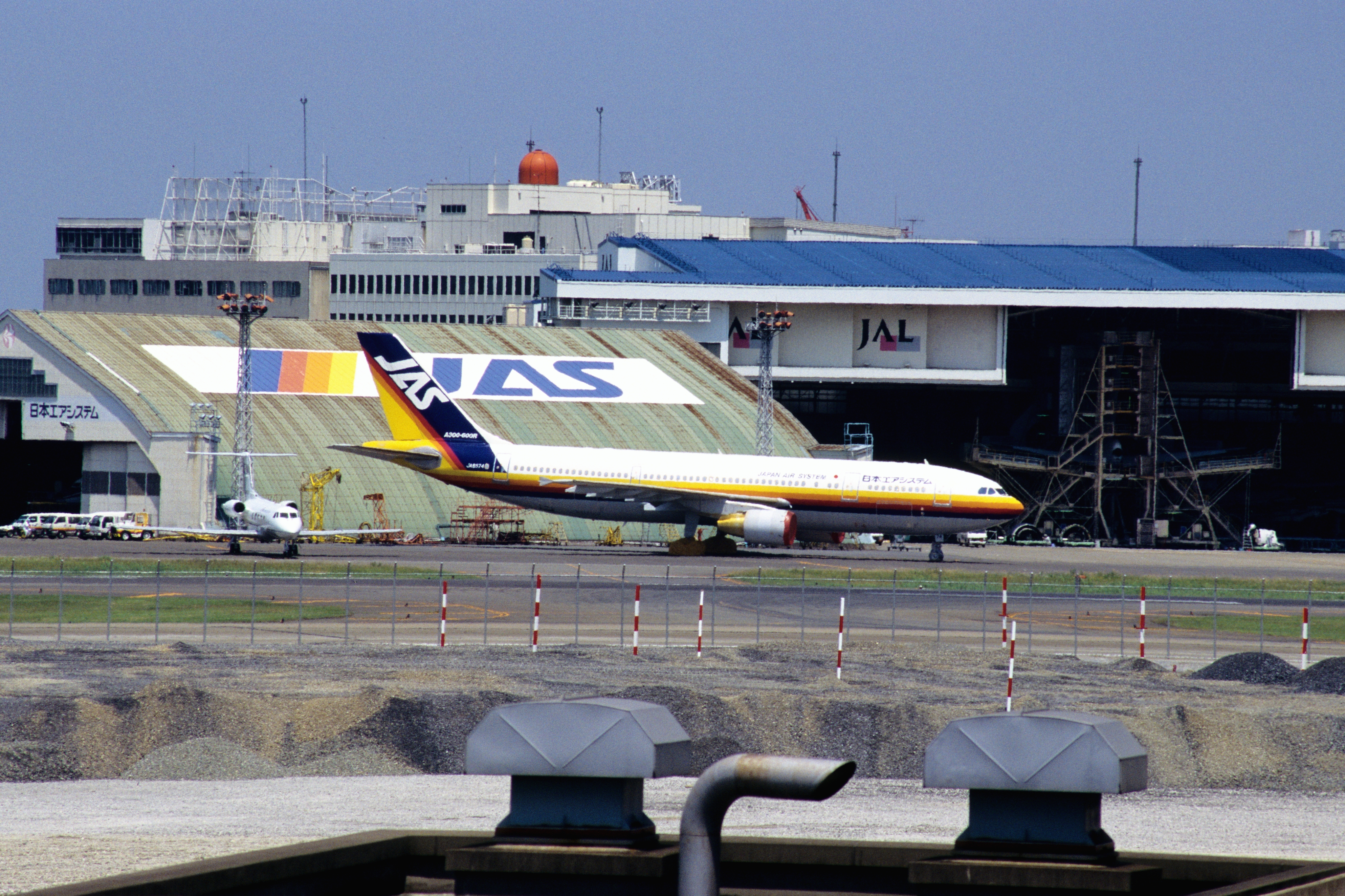
JAS旧整備場 - 羽田最古といわれた後の国有T101格納庫

1985年に45/47体制が廃止されることになり、東亜国内航空も国際線や国内幹線への就航が可能になった。なお、国内幹線に関しては、便数は希少ながら1975年以降、段階的に東京/羽田 - 札幌/新千歳、大阪/伊丹、福岡の3幹線の定期運航に参入していたが、本格的な参入はこれ以降である。
翌1986年にはこれを受けて国際チャーター便の運航を開始したものの、その後韓国や中国への国際線定期便を運航する際に、商号の「東亜」という単語が太平洋戦争時に使用した「大東亜共栄圏」・「大東亜戦争」をイメージさせるとして、また国際定期便を運航するにあたり「国内」という名称がそぐわなくなることから、東京/成田 - ソウル/金浦線就航に先立つ1988年4月1日に株式会社日本エアシステムへと商号を変更した。
なお、「Japan Air System」の英語商号表記の略称「JAS」の読みは当初は「ジェイ・エイ・エス」だった。これは、日本農林規格との混用を避ける意味であえてそう読んでいたと推測される。しかし1990年代後半頃からは「ジャス」に変更されている。中国語商号表記は「日本佳速航空」で、「佳速」は「ジャス」の当て字である。この「佳速」から発展してコーポレートスローガン「GOOD SPEED ALWAYS」が生まれた。

## 日本航空（JAL）との経営統合の経緯

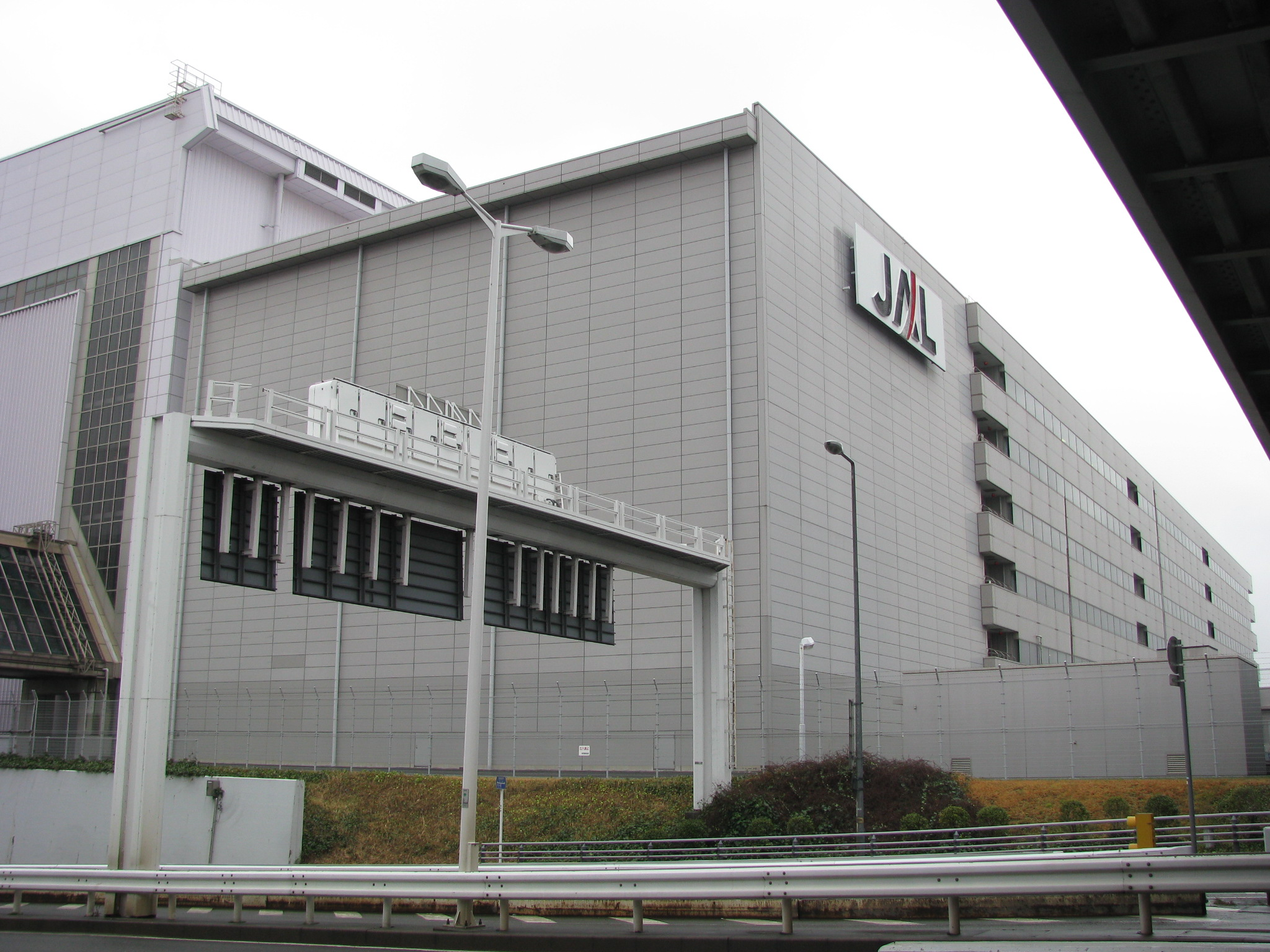
統合後の二代目本社 - 羽田空港JALメンテナンスセンター

日本の航空需要を踏まえ、運輸省は、日本航空と全日本空輸の2社体制で日本の航空旅客輸送を担わせる意向であった。大手3社体制では、過剰供給になると見ていたためである。安全運航の維持には、航空会社同士の過当な競争や、それに伴う各社の疲弊は回避したかったとされる。
しかし、海外展開を目論み、航空業界への参入を悲願とする東京急行電鉄社長の五島昇は、日本国内航空を傘下に収め、運輸省の方針に反し、東亜航空を合併する形で1971年5月15日、国内第3位の航空会社、東亜国内航空を発足させた。東急側の政界工作もあり、運輸省は方針を変更せざるを得ず、渋々と東亜国内航空の存続を認めたこともあり、同社は日本航空と全日本空輸を守りたい運輸省からは冷遇され、長年に渡る厳しい経営を強いられることになる。
五島は、かつて伊豆急行の再建に敏腕を振るった東急の田中勇副社長を東亜国内航空の社長に送り込んだ。田中自身、東急の航空業界への進出自体、「ボンボン（五島）の道楽」と憚らずに放言し、反対であった。社長就任の打診も「あんな貧乏会社で社長なんてやるつもりはない」と固辞し続けていたが、五島の意を受けて、彼が越後交通社長時代に知己であった田中角栄や、東急の大株主であった小佐野賢治に説き伏せられ、渋々と東亜国内航空に赴任した経緯があった。田中は五島の期待に応えて、東亜国内航空の業績は一時期、安定した。
しかし、五島の死や田中の退任、バブル経済の崩壊などが重なり、親会社の東急や東亜国内航空から社名を変更した日本エアシステムも、経営状態が悪化し、東急にとっては大きな負担となっていた。日本エアシステムは、日本航空や全日本空輸に対抗するため、大手2社にはない独創的なサービスを展開し、経営努力を続けていたが、運輸省から採算の取れない地方ローカル線が割り当てられ、それらを多く抱えていたことに加え、幹線や国際線においても路線や空港発着枠が思うように配分されず、常に不利な状況で経営しなければならなかった。東急はグループ戦略を見直し、不採算事業のリストラを加速。事業の縮小と投資の絞り込みを図る中で、日本エアシステムの身売り先が模索されることになった。
最初は東京三菱銀行を通じて全日本空輸に買収を打診されたが、同社は買収を拒否。その後、運輸省から日本航空に買収を打診されたが、同社も難色を示したため交渉は難航した。しかし下記の様に日本航空との経営統合が決まった。
- 2001年11月12日 - 日本航空株式会社（2004年4月1日から2011年3月31日までの商号は株式会社日本航空インターナショナル）と株式会社日本エアシステムとの持株会社方式での経営統合が発表される。
- 2002年10月2日 - 日本航空と日本エアシステムの経営が統合され、両社による共同持株会社、株式会社日本航空システム（JALS）が発足。旅客数において世界第6位、営業収入において世界第3位のメガキャリアが誕生した。
- 2003年4月1日 - 日本航空と日本エアシステムの両社が運航していた国内線が、原則どちらか一方のみの運航に統一された。ただし東京/羽田 - 札幌/新千歳・大阪/伊丹・福岡線などの幹線では時刻調整の上、併存させた。
- 2004年4月 - 6月 - 日本航空便と日本エアシステム便がすべて、日本航空便（JLXXXX便）に統合された。これを反映した商号変更（日本航空株式会社→株式会社日本航空インターナショナル、株式会社日本エアシステム→株式会社日本航空ジャパン、株式会社日本航空システム→株式会社日本航空）が行われ、国際線と国内線の整理のもと、日本エアシステムの便名コード「JD」ならびに日本エアシステム（JAS）のブランドが終了した。ICAO3レターコードはJLJ、コールサインもJ-BIRDに変更となった。貨物事業は国際・国内とも株式会社日本航空インターナショナルに全面移管された。
- 2006年10月1日 - 株式会社日本航空ジャパン（旧：株式会社日本エアシステム）が株式会社日本航空インターナショナル（旧：日本航空株式会社）に吸収合併され、名実ともに両社による経営統合が完了した。

## 運航機材

### 東亜国内航空から日本エアシステムまで

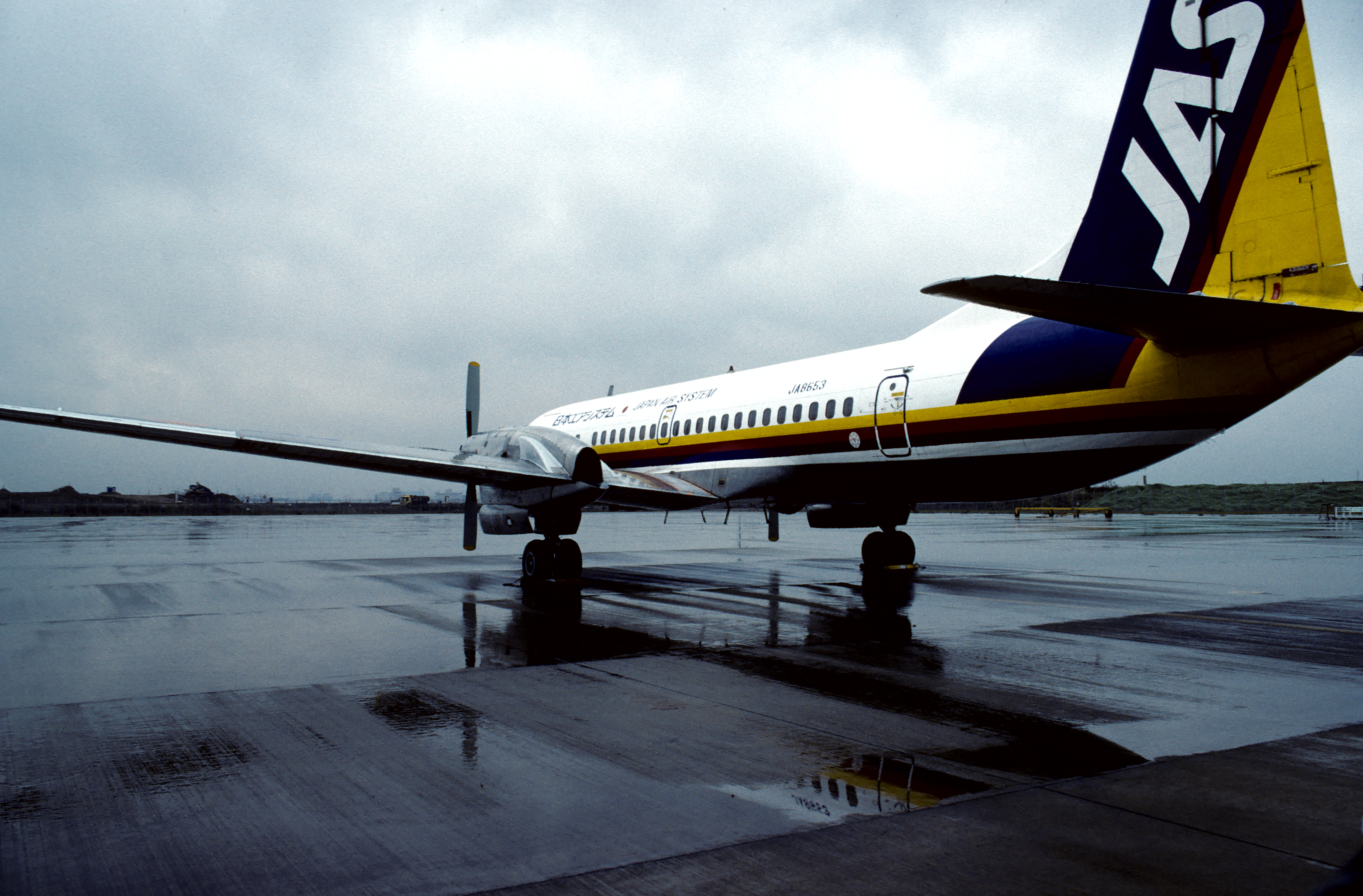
YS-11

- 日本国内航空・東亜航空時代はそれぞれが多種多様な機材を揃えていたが、両社とも末期には保有機の統一化が進み、1971年の東亜国内航空発足時は旧東亜航空から移管した若干数のデ・ハビランドDH.114・タウロンを除き、保有機の大半がYS-11となり、この後1年は2機種のみでの運航となった。
- 東亜国内航空初のジェット機運航は、日本国内航空時代に日本航空にリースしていたボーイング727の返却を受け、1972年8月に羽田 - 大分線に投入した時だった[5]。しかし、同社のその後のジェット化推進に際しては、旅客定員がほぼ同数で経済性の高いダグラスDC-9が選定されたため、同社ジェット化の先陣を果たしながらも、ボーイング727の運航は、わずか1年半余りの短命に終わった。
- 日本国内航空時代に日本航空にリースしていたボーイング727は2機だが、同じくリースしていたコンベア880が訓練中の事故で喪失したため、その補償としてリース返却時に日本航空からボーイング727が1機譲渡されている。ハイジャック事件で知られた「よど号」 (JA8315) も日本国内航空からのリース機のうちの1機で（日本国内航空時代の愛称は「羽衣号」）、返却後は「たかちほ」の名で運航された。

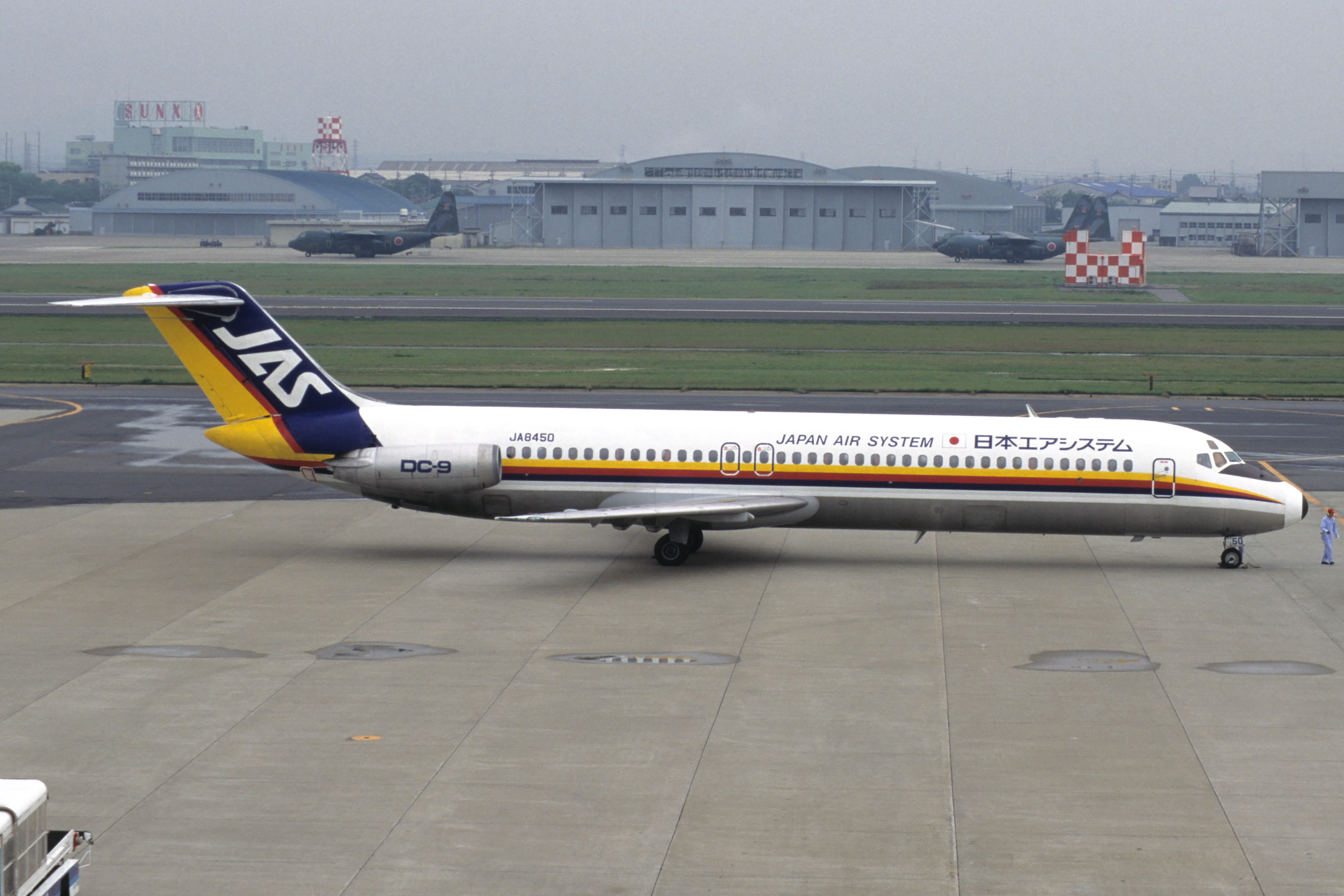
DC-9

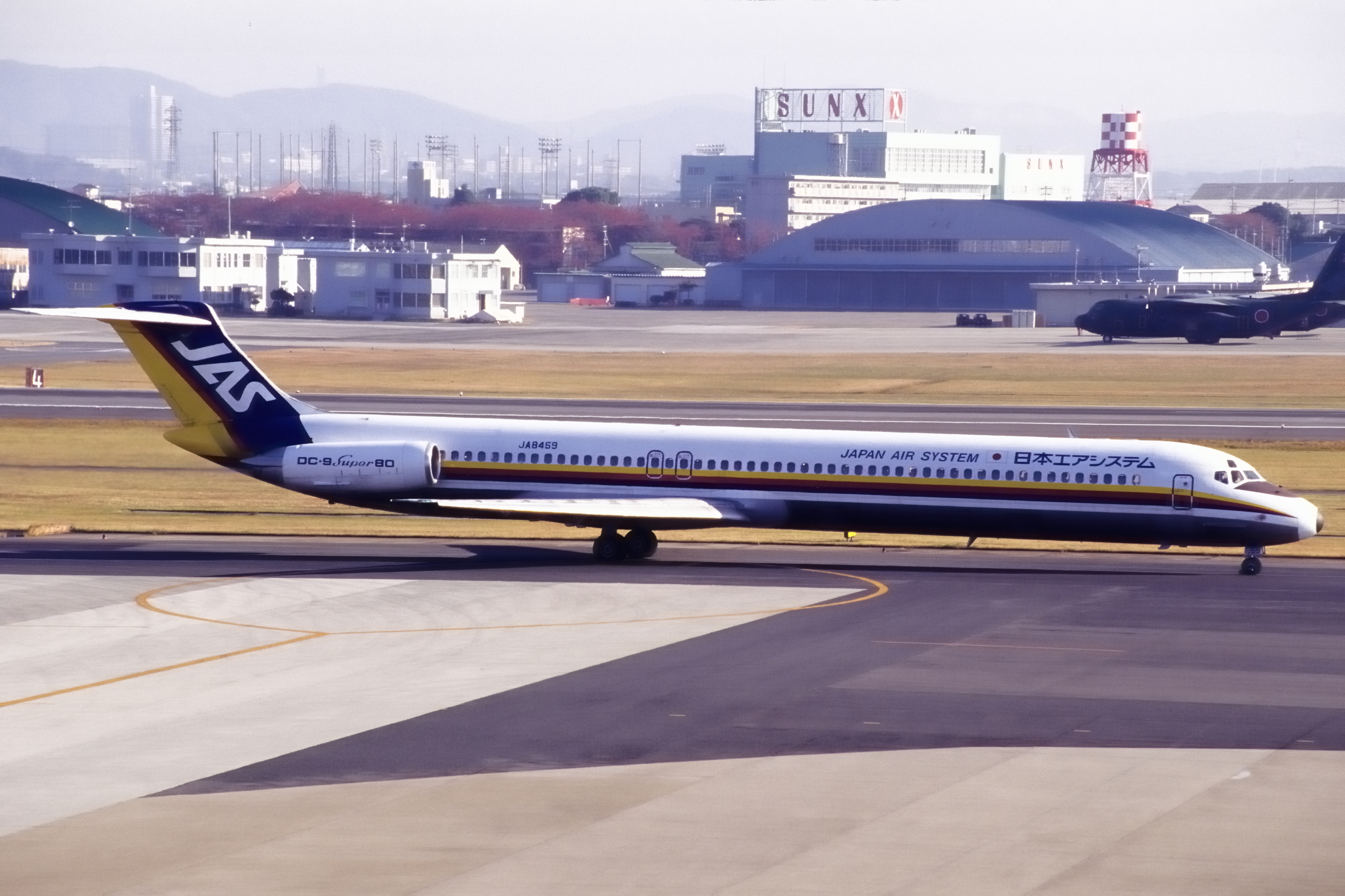
DC-9 Super 80

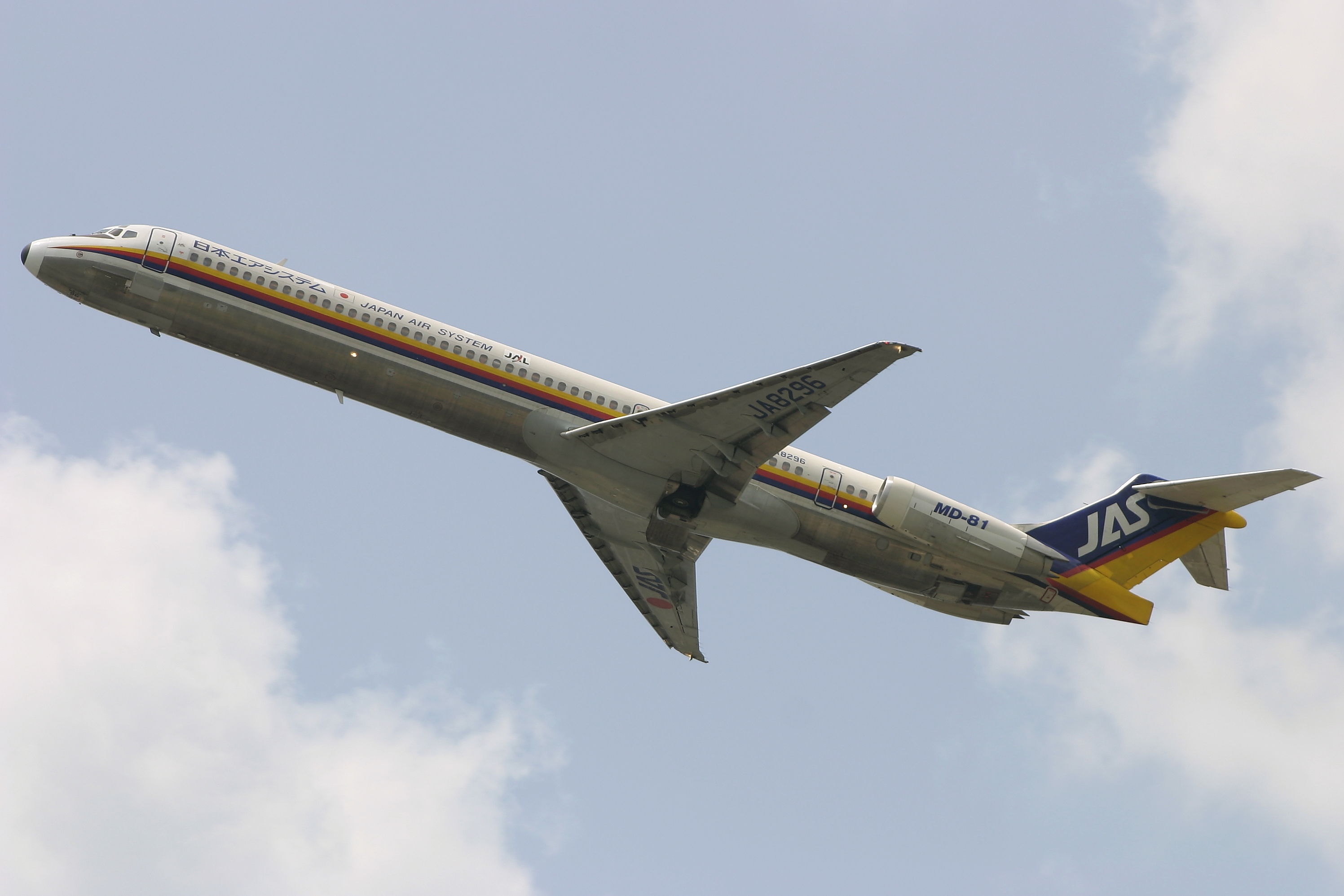
MD-81

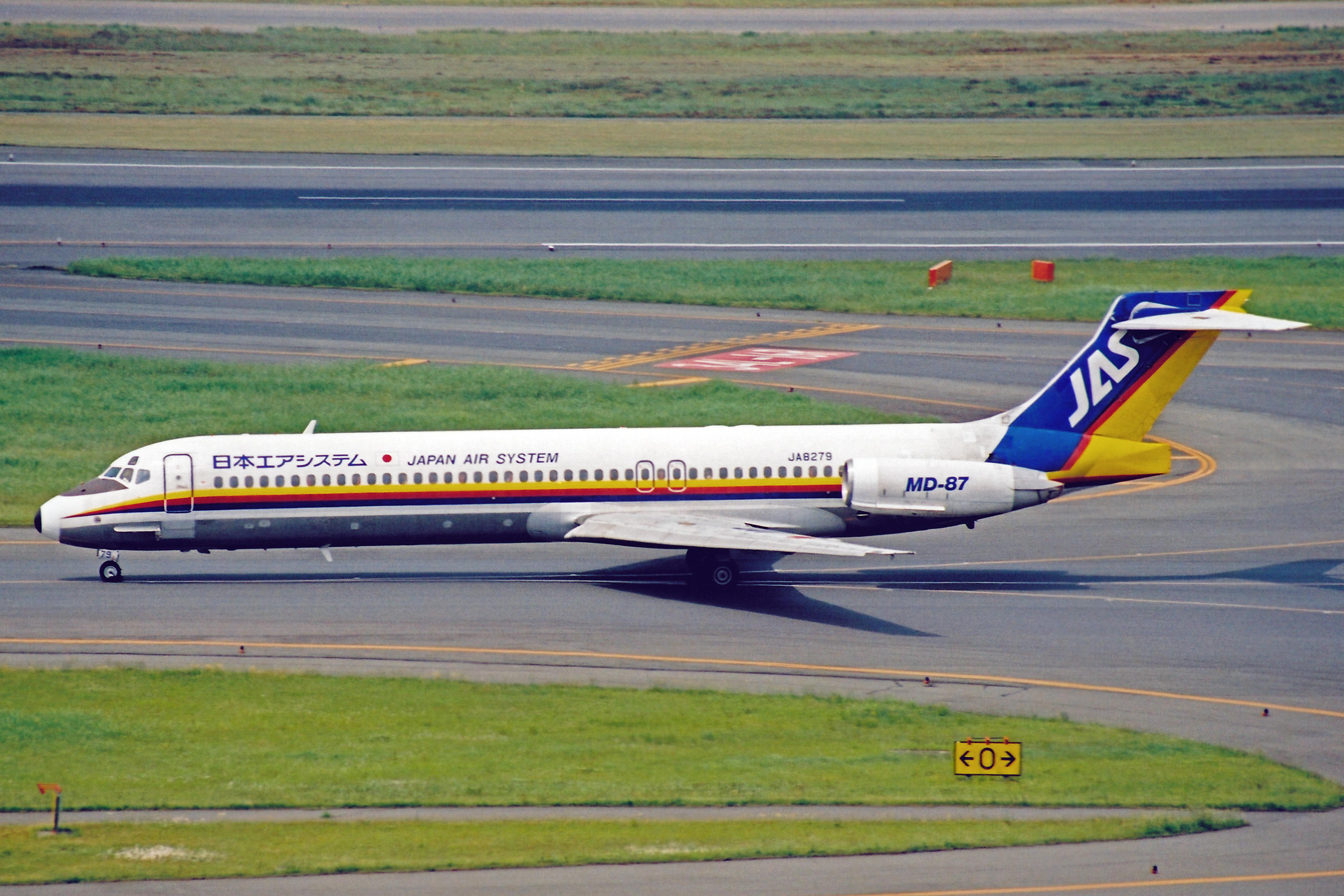
MD-87

- その後は徐々にダグラスDC-9シリーズの保有を増やすとともに、機材の大型化を図りエアバスA300の導入を進めたほか、1980年代以降は日本エアコミューターへのローカル線運航の移譲を進め、YS-11も日本エアコミューターなどの子会社へ移籍していった。

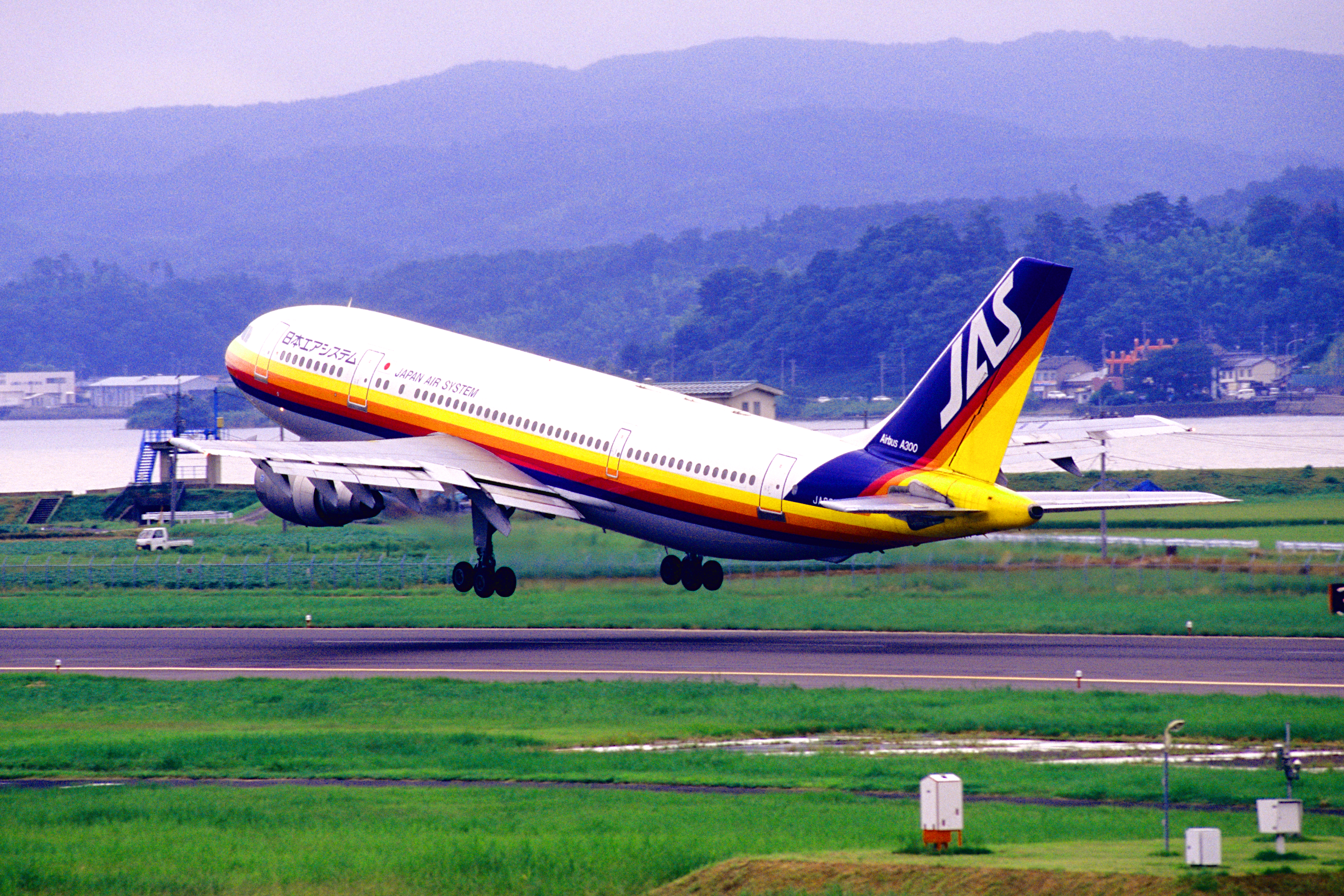
A300B4-2C

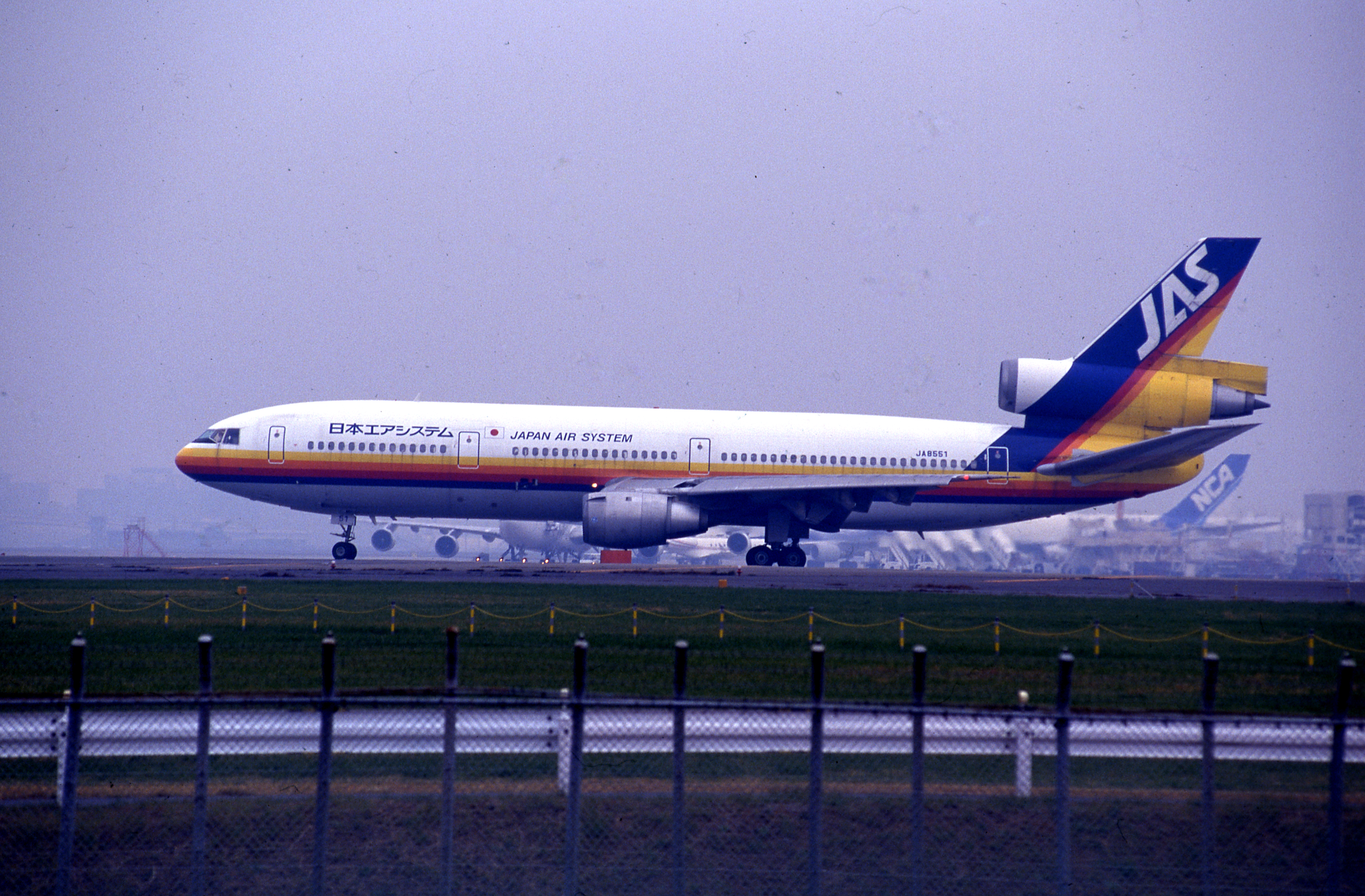
DC-10-30

- 商号変更に伴い国際線進出をねらった日本エアシステムは国際線運用機材としてDC-10-30を発注するが、すでにメーカーが製造ライン閉鎖を決定していた（後継機MD-11製造開始のため）。このため、本来空中給油機・KC-10として製造されたがアメリカ空軍のキャンセルによって余剰となったために急遽旅客用に改造された機材を入手することになった[6]。

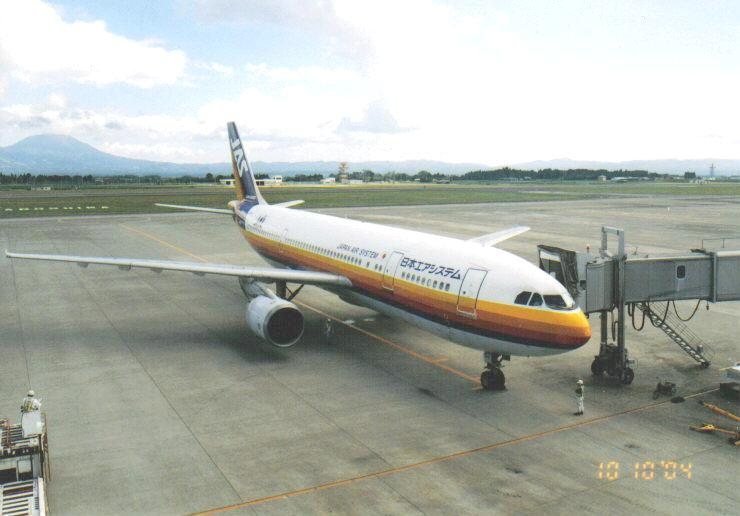
A300-600R

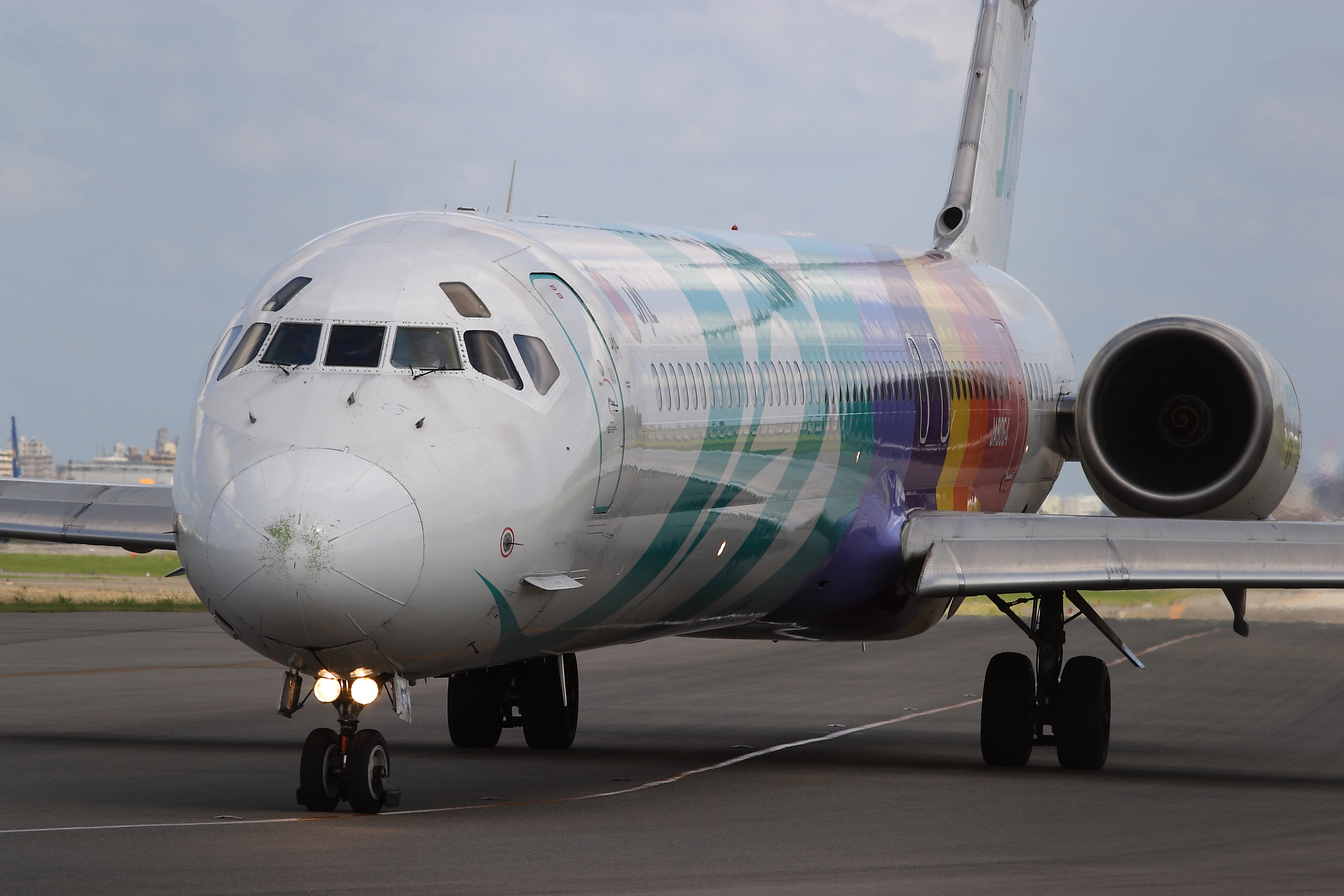
MD90

- 日本航空との統合時、日本エアシステムが運航していた機種で特に目立つのはエアバスA300、ボーイング777、マクドネル・ダグラスMD-90などだった。またエアバス機を主力としていたため、日欧貿易においてヨーロッパからの大口輸入の象徴的存在とされていた。
- エアバスA300-600Rは1998年に旅客型の生産が実質終了しているが、その後も日本エアシステム向けには2002年まで貨物機の合間を縫って生産されていた。同年受領したJA016Dは旅客型の最終号機で、長らく日本航空との経営統合後に受領した唯一のエアバス機でもあった。なお、日本航空は2019年6月13日にエアバスA350 XWBの初号機となるJA01XJ（A350-900）の引き渡しを受け、久々にエアバス機を受領した[7]。また、2028年度からはエアバスの単通路機であるエアバスA321neoの受領も開始する[8]。

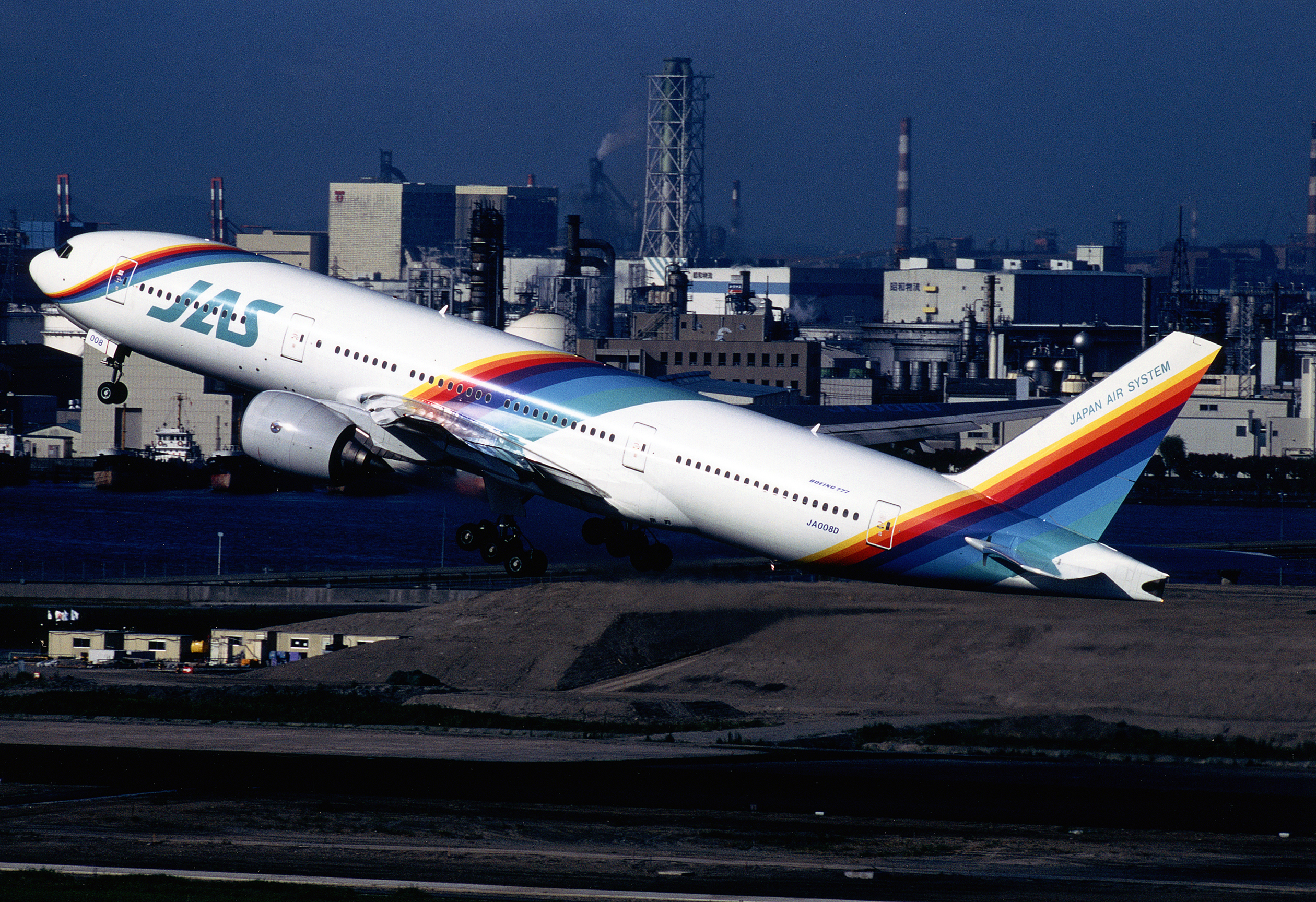
B777-200

- ボーイング777導入に際しては、1990年に国内幹線向けにボーイング747-400の導入を決定、9機を発注したものの、財政難から1993年3月に導入延期を決め、機体のコストや運航上の経済性を重視しボーイング777へ発注を切り替えた、という経緯がある[9]。なお、ボーイング747を発注したがキャンセルとなった理由は、航空憲法と称された45/47体制が廃止されて日本エアシステムに国際線の定期便運航が許可された時期が、丁度バブル経済の時期と重なっていた為、国際線用機材としてこの機材が計画されたが、湾岸戦争やバブル経済の崩壊に加え、成田空港の発着枠をめぐる問題などにより、導入が困難とされた為である。
- 日本国内航空・東亜国内航空・日本エアシステムが発注したボーイング社製航空機の顧客番号（カスタマーコード）は89で[10]、航空機の形式名は727-89、777-289の2機種のみとなる。
- DC-9導入以前に日本国内航空はフランスのシュド・カラベルの導入を検討しており、調査団の派遣日程まで決められていたが突然中止になったという[11]。

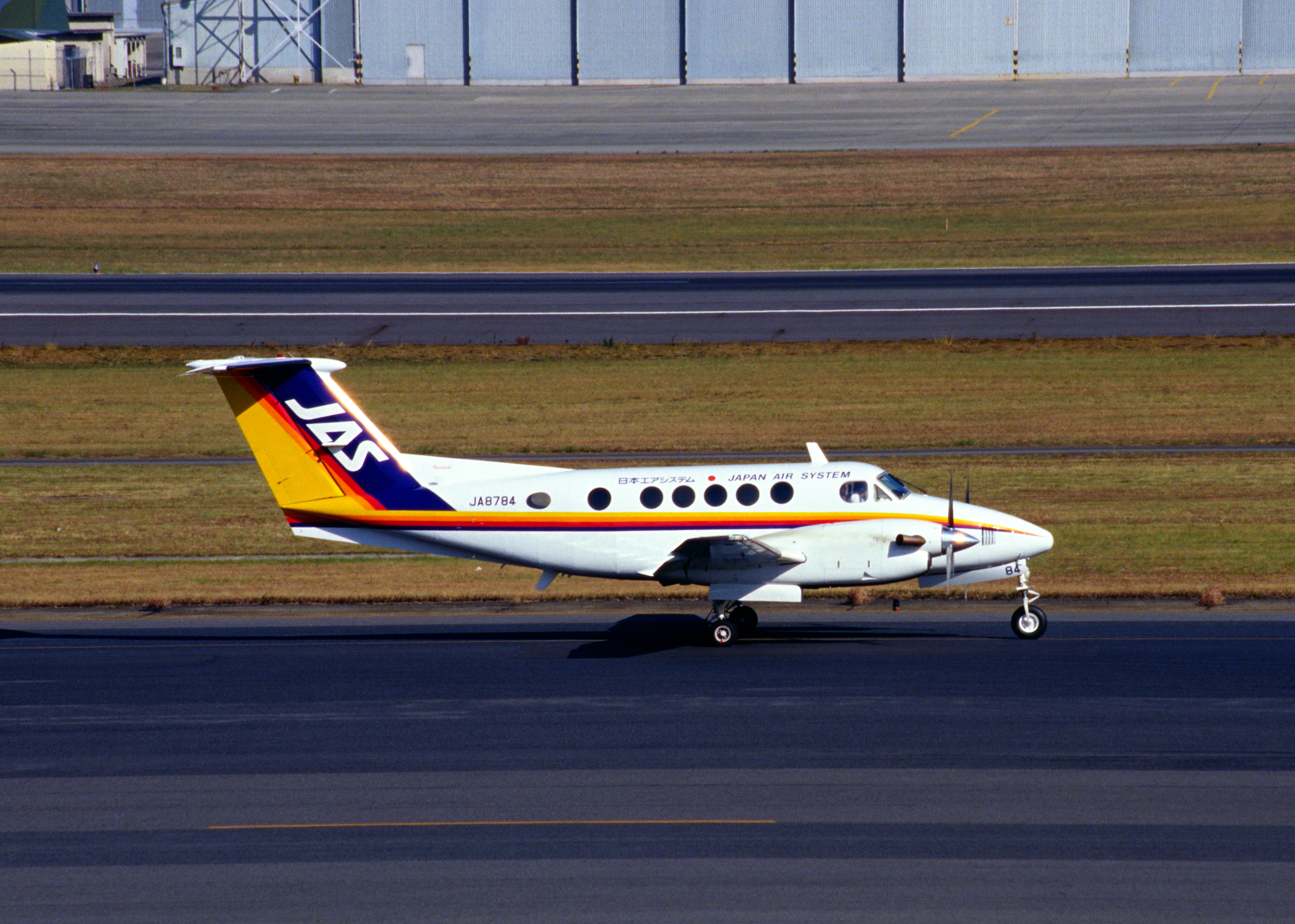
乗員訓練に使用されたビーチクラフトB200

### 日本航空との経営統合以後

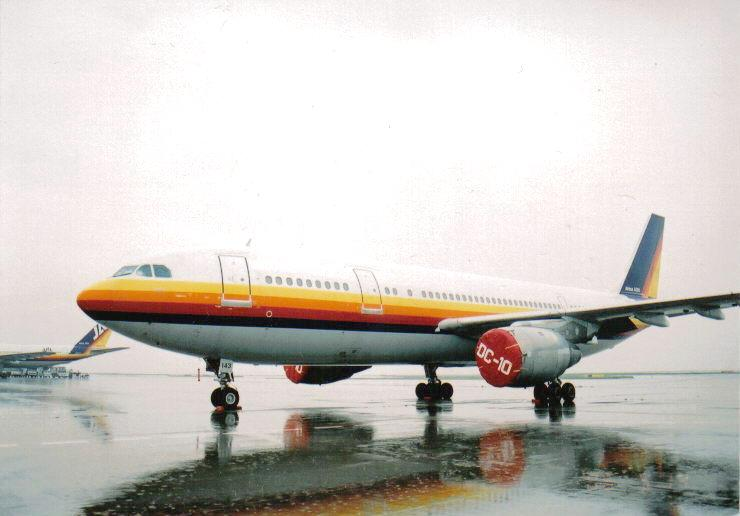
会社名と機体記号を消され、アメリカへのフェリーを待つエアバスA300型機（羽田空港、2006年5月）

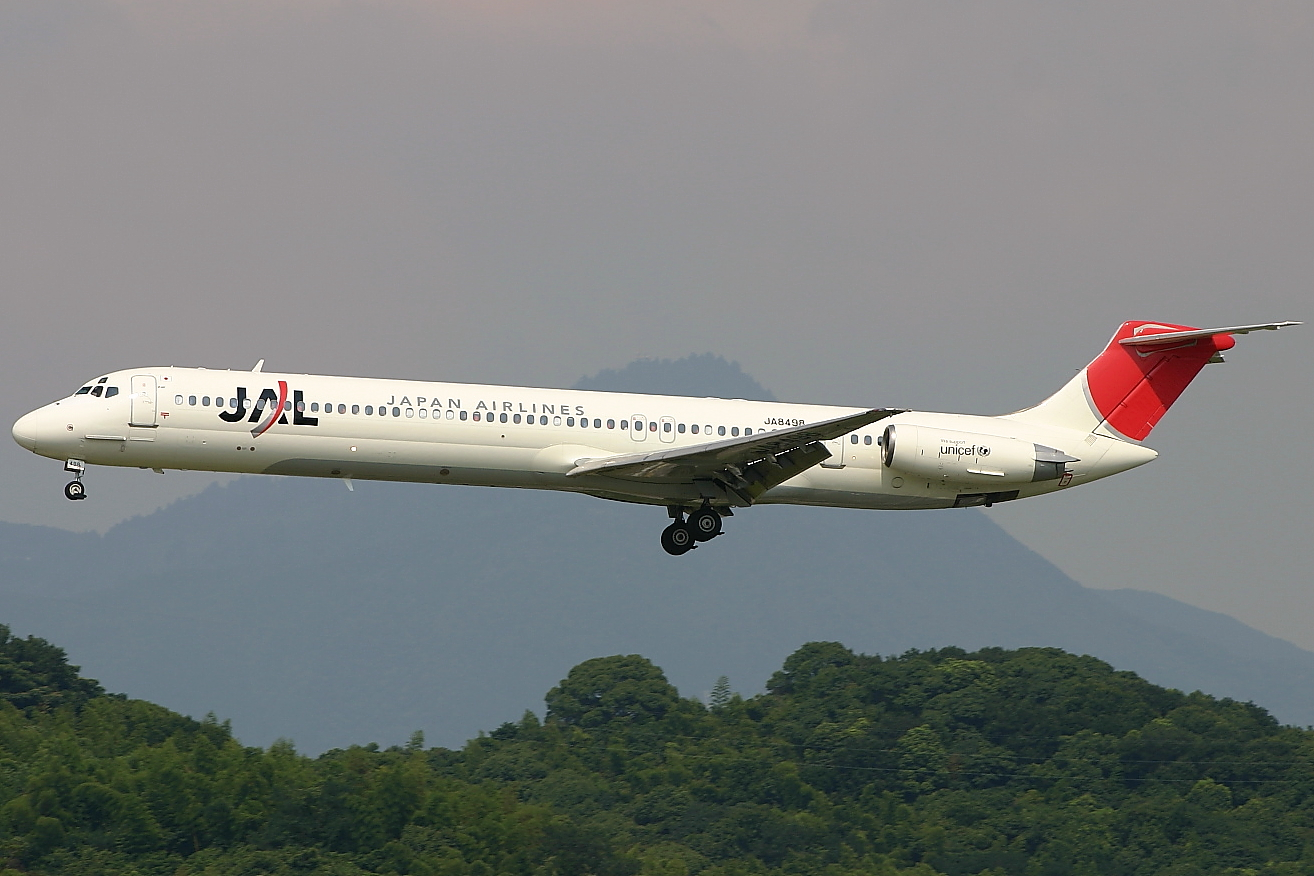
日本航空の「太陽のアーク」塗装になった元日本エアシステムのマクドネル・ダグラスMD-81型機

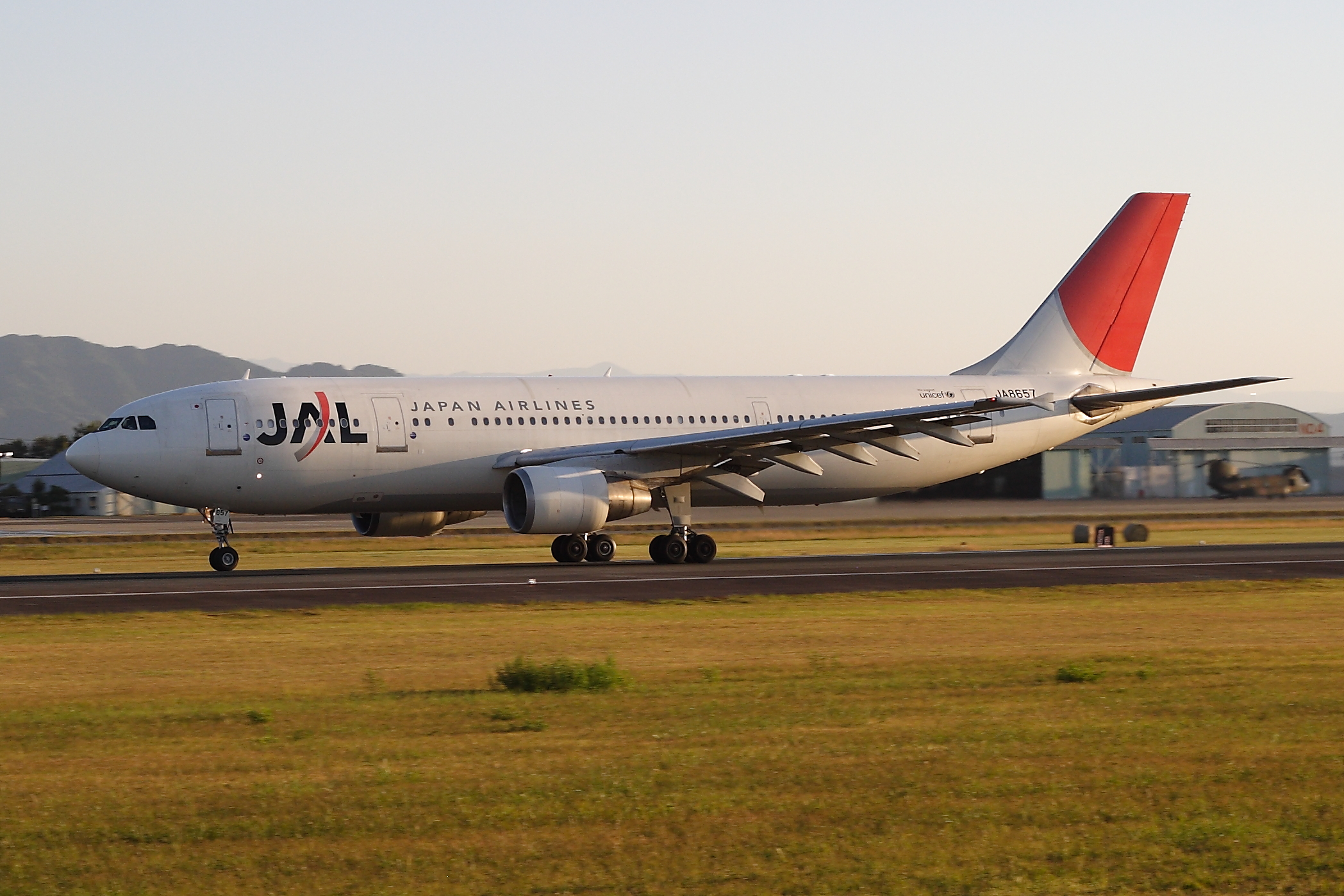
日本航空の「太陽のアーク」塗装になった元日本エアシステムのエアバスA300-600R

- 2013年3月にMD90型機が引退するにあたっては、JALパックが引退記念ツアーを企画、日本エアシステム時代の制服を着用した搭乗員が機内サービスを行うなどのイベントが行われた[12]。また引退フライトにおいては、搭乗証明書等に「JAS」のロゴが公式に記載されるなど日本航空側の配慮が見られた[13]。
- MD-90やA300-600Rが全機退役した後もボーイング777（JA8977〜JA8979・JA007D〜JA010D）については運航が継続され、2019年時点の日本航空においては旧日本エアシステムから継承された最後の機材であった。久々のJALのエアバス機となるA350-900の導入によって、段階的に退役が開始されていた。しかしその最中、搭載しているエンジン、プラット・アンド・ホイットニーPW4000型の事故によって、同型エンジンを搭載したボーイング777が世界的に運航停止となった。運航停止措置の解除が見通せないこと、さらに同時期に流行した新型コロナウイルスの影響も重なり、ボーイング777-200についても、元々より日本航空が運航していた機体を含め2021年4月に全機退役となり、同時に旧日本エアシステム機の歴史に終止符が打たれた。

### 日本エアシステム→日本航空ジャパン（1988年～2006年）
- エアバスA300-B4-2C
- エアバスA300-B2K-3C
- エアバスA300-600R
- ボーイング777-200
- マクドネル・ダグラスDC-9-40
- マクドネル・ダグラスDC-10-30 (ER)
- マクドネル・ダグラスMD-90-30
- マクドネル・ダグラスMD-81 (DC-9 Super80)
TDA時代に導入した「DC-9 Super80」とJAS時代の「MD-81」はコックピット仕様に差異があるため、運航面では別機種扱いとされていた。また、JA8261以降は扁平型テイルコーンとJT8D-217Cエンジンに変更され、実態はMD-82であったがMD-81として運用されていた。
- マクドネル・ダグラスMD-87
- 日本航空機製造YS-11
- ビーチクラフト B200スーパーキングエア
- ヒューズ369HS
- アエロスパシアルAS350B

#### 契約のみ未導入
- ボーイング747-400 - 当初は国内線仕様の747-400Dを発注したが、国際線への導入も検討していた。栃木県の東武ワールドスクウェアに模型が展示されている[14]。
- ボーイング777-300 - 当初は日本エアシステム機として発注されたが、新生JALの「太陽のアーク」塗装で引き渡され、型式番号末尾のカスタマーコードも機体引渡し時点ではJASの89ではなくJALの46となっているためこの項にて記す。

#### ギャラリー
- ボーイングB777
- MD90ならびにB777
- 左よりMD90、MD87、MD81（大阪国際空港、2002年）
- A300-600RとJACのYS-11（大阪国際空港、2002年）
- すれ違う日本エアシステム機
- ボーイング777（新千歳空港）
- 経営統合によりJALロゴマークの付けられたA300-600R
- 経営統合によりJALロゴマークの付けられたA300-600R
- 経営統合によりJALロゴマークの付けられたA300B2

### 東亜国内航空時代およびそれ以前（～1988年）

#### 固定翼機

##### NAL日東航空
- パイパーPA-18スーパーカブ
- デ・ハビランドDHC-2ビーバー
- デ・ハビランドDHC-3オター
- グラマンG44スーパーウィジョン
- グラマンG73マラード
- コンベアCV-240
- デ・ハビランドDH114-1Bヘロン
- デ・ハビランドDH114タウロン
- ビーチクラフトD-50ツインボナンザ
- エアロコマンダー500A
- セスナ170
- セスナ170B
- セスナ172
- セスナ172B
- セスナ172C
- セスナ172D
- セスナ175B

##### FAL富士航空
- ビーチクラフトC-18Sツイン・ビーチ
- ビーチクラフトC-50ツインボナンザ
- ビーチクラフトD-50ツインボナンザ
- パイパーPA-23アパッチ
- コンベアCV-240
- デハビランドDH114-1Bヘロン
- デハビランドDH114タウロン
- セスナ172

##### NJA北日本航空
- セスナ170B
- セスナ195
- ダグラス DC-3A
- コンベアCV-240
- エアロコマンダー680F

##### TAW東亜航空
- デハビランドDH104-1Bダヴ
- デハビランドDH114タウロン
- コンベアCV-240
- ビーチクラフトD-18 (C-18S)
- ビーチクラフトC-50ツインボナンザ
- YS-11
- セスナ170B

##### JDA日本国内航空
- パイパーPA-18カブ
- パイパーPA-23アパッチ
- グラマンG44スーパーウィジョン
- ダグラスDC-3A
- ノール262A-14
- コンベアCV-240
- デハビランドDHC-2ビーバー
- デハビランドDH114-1Bヘロン
- デハビランドDH114タウロン
- コンベア880-22M
- ボーイング727-100
- YS-11
- セスナ170
- セスナ170B
- セスナ172B
- セスナ172C
- セスナ172D
- セスナ175B
- セスナ195

##### TDA東亜国内航空
- コンベアCV-240
- デハビランドDH114-1Bヘロン
- デハビランドDH114タウロン
- ボーイング727-100
- YS-11
- DC-9-31（アメリカからリース）
- DC-9-41
- DC-9-51（アメリカからリース）
- DC-9-81
- エアバスA300B2K-3C

#### 回転翼機（NAL・FAL・NJA・TAW・JDA・TDA）
- 川崎BK-117
- ベル47J
- 川崎ベル47G-2
- 川崎ベル47G-2A
- 川崎ベル47G-3B-KH-4
- ベル214B
- 川崎ヒューズ369-HS
- ヒューズ36P
- 富士204B/B2（ベル・エアクラフト）
- エアロスパシアルAS-350B
- シコルスキーS-76A
- シコルスキーS-62J

#### ギャラリー
- デ・ハビラントDH-114 タウロン（中元クリーニング工場）
- デ・ハビラントDH-104 ダヴ（塩原ファミリー牧場）
- YS-11(右)、B727(左)（大阪国際空港、1971）
- YS-11「とかち」（大阪国際空港、1987年）
- YS-11「りくちゅう」（大阪国際空港）
- JAS塗装のYS-11（北方漁船博物館）
- TDAからJASへの過渡期には尾翼にロゴの入っていない機体も存在した
- TDAからJASへの移行期である1988年に導入されたDC10は当初尾翼のロゴが入っていなかった

### 最優秀オペレーター賞
日本エアシステムは、エアバス機を特に安全に運航・整備しているとして、エアバス・インダストリー社より
- 1989年3月「1987 - 1988年度A300型機最優秀オペレーター賞」
- 1996年6月「1995年度A300B2/B4型機最優秀オペレーター賞」

を受賞した。

### 保存機・展示機
以下は各地に展示されている、または近年まで展示されていた日本エアシステム関連の保存機である。

#### YS-11
- JA8662（東亜国内航空塗装）、神奈川県・電車とバスの博物館（頭部のみ）
- JA8676（東亜国内航空塗装）、アメリカ・インディアナ州グリソム航空博物館
- JA8763、タイ・JESADA技術博物館
- JA8776（日本エアコミューター塗装）、青森県・三沢航空科学館
- JA8809（日本エアシステム塗装）、青森県・みちのく北方漁船博物館（2014年解体）

#### DH104 ダヴ
- JA5007（東亜航空塗装）、栃木県・塩原ファミリー牧場

#### DH114 ヘロン・タウロン
- JA6159（東亜航空塗装）、福岡県・貝塚交通公園
- JA6162（東亜国内航空塗装）、広島県・中元クリーニング工場

#### CV-240
- JA5130、三重県・横山商店

## 塗装

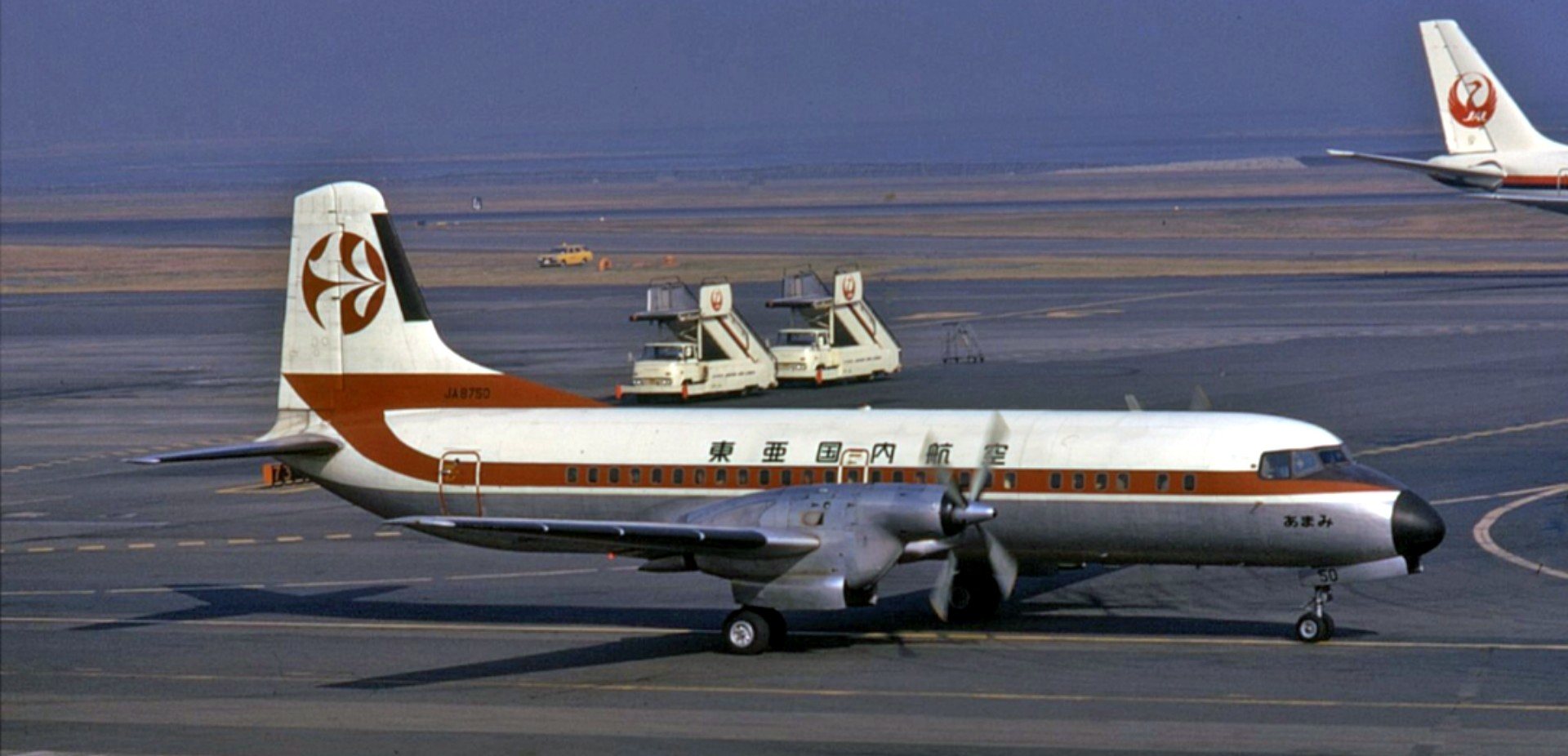
東亜国内航空（初期）

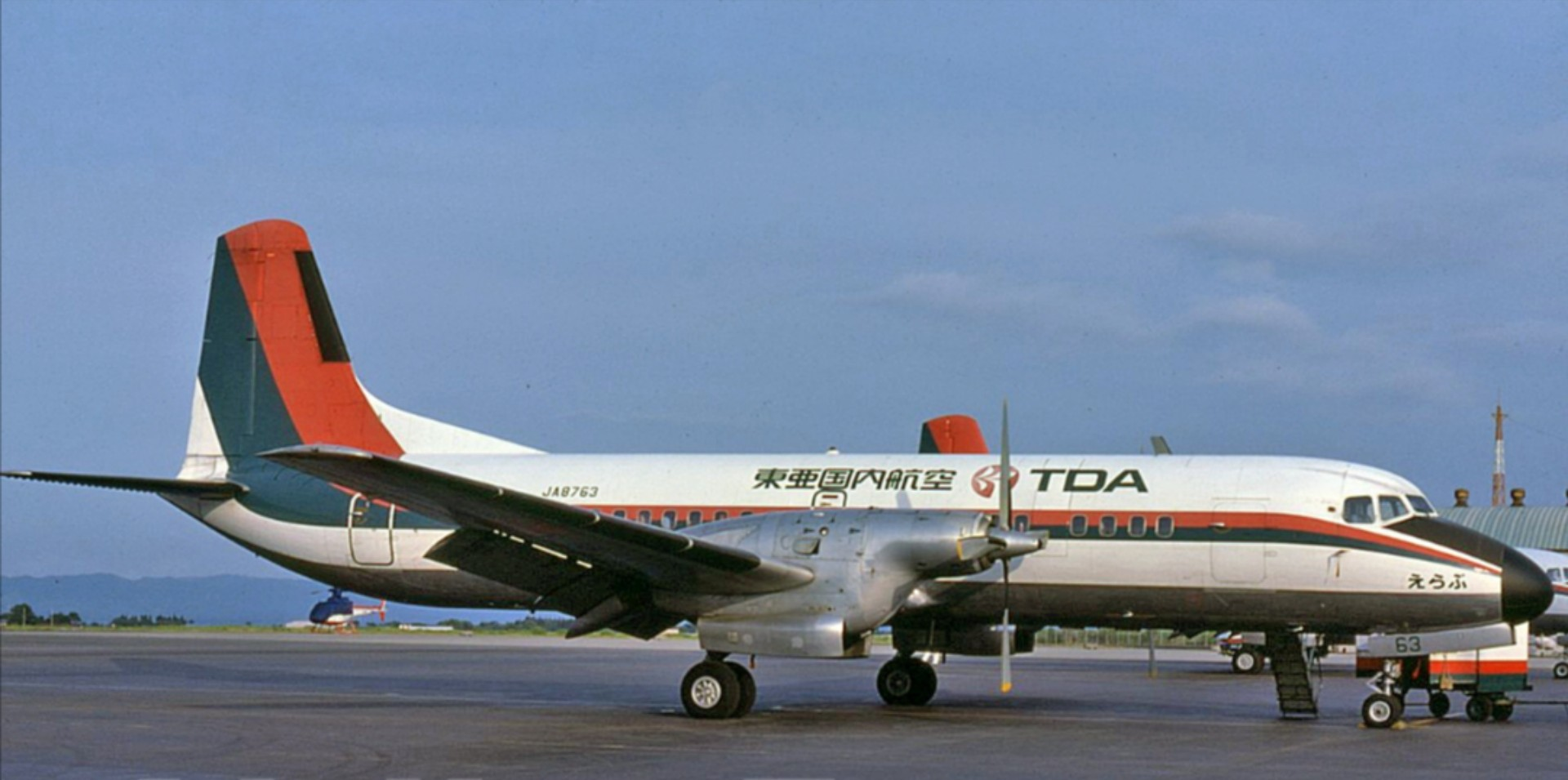
東亜国内航空（レッド＆グリーン）

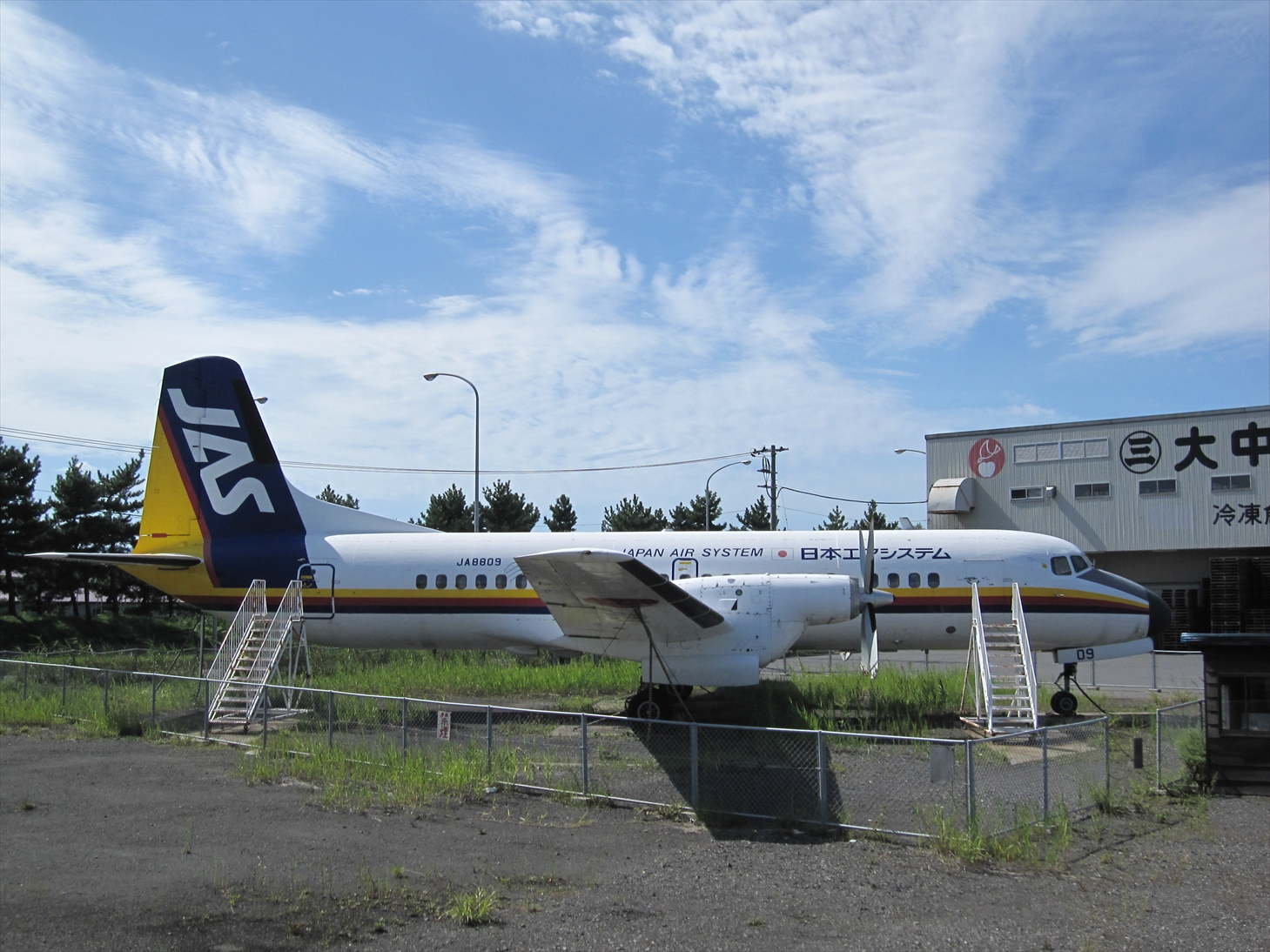
JASカラーのYS-11（みちのく北方漁船博物館）

日本エアシステム運航機は塗装の多様さで有名であり、デザインの多くは虹をイメージしたもので「レインボー・デザイン」と呼ばれた。

### 東亜国内航空時代
- 東亜国内航空時代の発足当初の塗装はオレンジを基調とし、窓枠にはオレンジライン、垂直尾翼に気流をデザイン化した社章を施したものだった。その後1974年に本格的に導入されたマクドネル・ダグラスDC-9に、情熱と微笑みを表す「レッド&グリーン」と呼ばれた垂直尾翼を赤と緑に塗り分け、その2色のラインを窓枠まで延長した形の新しいデザインが施され、YS-11も徐々にこの塗装へ切替、7年にわたり同社のコーポレートカラー的役割を果たした。

### レインボー・デザイン
- レインボーカラーへの切替に端を発したのは、1981年から導入されたエアバスA300からである。1979年開催の国際航空宇宙ショーにエアバス社は、エアバス・インダストリー社のコーポレートカラーのデモ機に、既に導入が決まっておりこれに協賛していた「東亜国内航空のロゴと社名」を書き込んでデモフライトを行った。これに感激した同社役員がエアバス社にデザインの譲り受けを申し入れ、同社機の新しいデザインが決まった。「東亜国内航空」のイメージは、同社初のワイドボディ機である同機の導入と共に一新されることになった[15]。
- これに合わせて他の機材もレインボーカラーに変更することとなったが、YS-11はすんなりエアバスの許可が下りたもののDC-9では機体が細長く黄色とオレンジが不明瞭となることからなかなか許可が下りず、オレンジを抜くことでその許可が下りた。続いて導入されたマクドネル・ダグラスMD-81にも同様の3色レインボーカラーが施され、YS-11も胴体が細いことから3色で塗られることとなった。しかし1988年に導入したDC-10では自社機の競合となることからエアバスの許可を得ることに難航し、ダグラスに何度も塗装決定期限の延長を要請することとなり、納入期限ギリギリで何とか許可が下りたという[15]。最終的に「日本エアシステム」への社名変更2年後の1990年頃までに「レッド&グリーン」カラーは子会社保有機の一部を除き一掃された。一方でより小型のB200はオレンジ込みの4色であった。

### 黒澤明デザイン MD-90
- 続いて1996年から導入されたマクドネル・ダグラスMD-90には映画監督・黒澤明が手がけた全7種のデザインが施され、黒澤の代表作品名をもじって「七人の侍」の異名でも呼ばれたほか、最終的には16機が導入され各デザイン毎に2 - 3機が存在したため、やはり黒澤の代表作品名にちなみ各デザインの2機目以降は「影武者」とも呼ばれた。また、黒澤明はこの塗装をデザインした後ほどなくして死去し、一種の遺作ともいえる塗装だった。

- 1号機
- 2号機
- 3号機
- 4号機
- 5号機
- 6号機
- 7号機

### レインボーセブン（Rainbow777）

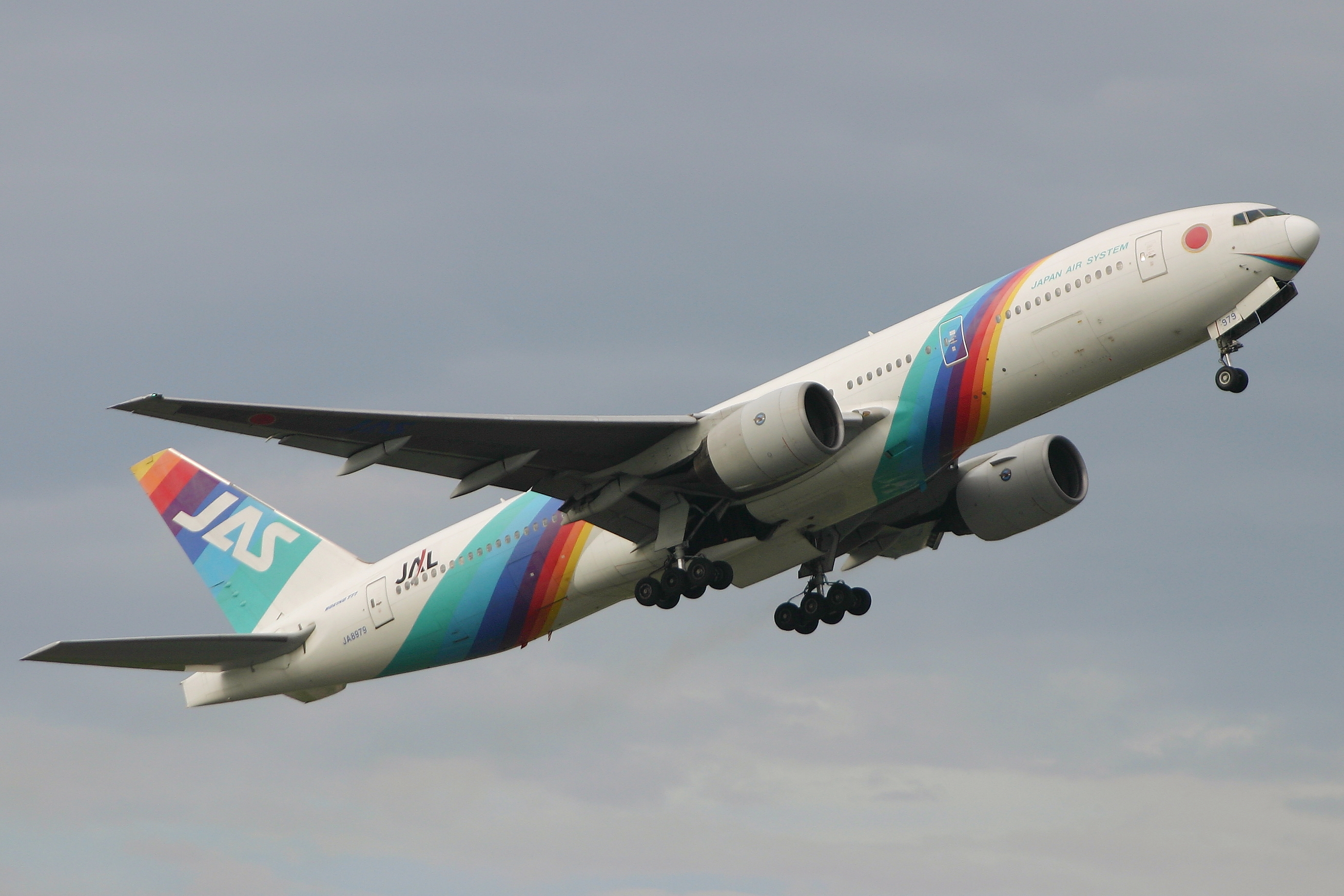
レインボーセブン

- 1997年から導入されたボーイング777-200では、創立25周年を記念して「虹」をテーマとしてインターネットも用い全世界からの一般公募を行い、海外からの応募約900点を含む約1万点の作品が寄せられた。黒澤明らが最終審査委員を務め、最優秀賞として北海道千歳市の中学生が考案した虹色の帯を機体にロールした形のデザインが選ばれ「レインボーセブン（Rainbow777）」の愛称が与えられた[16]。このように徐々に「虹の翼」のイメージを確立していった。なお、この塗装になった理由として、先のMD-90での黒澤カラーが好評を得たことや、ボーイング社が自社の飛行機にエアバス社のコーポレートカラーである「レインボーカラー」をベースにした塗装を施されるのを嫌った[17]ということがあげられる。JALとの経営統合後に全機が「太陽のアーク」塗装に変更されたことで消滅したが、当時は世界唯一[18]の左右非対称デザインだった。

### アドカラー

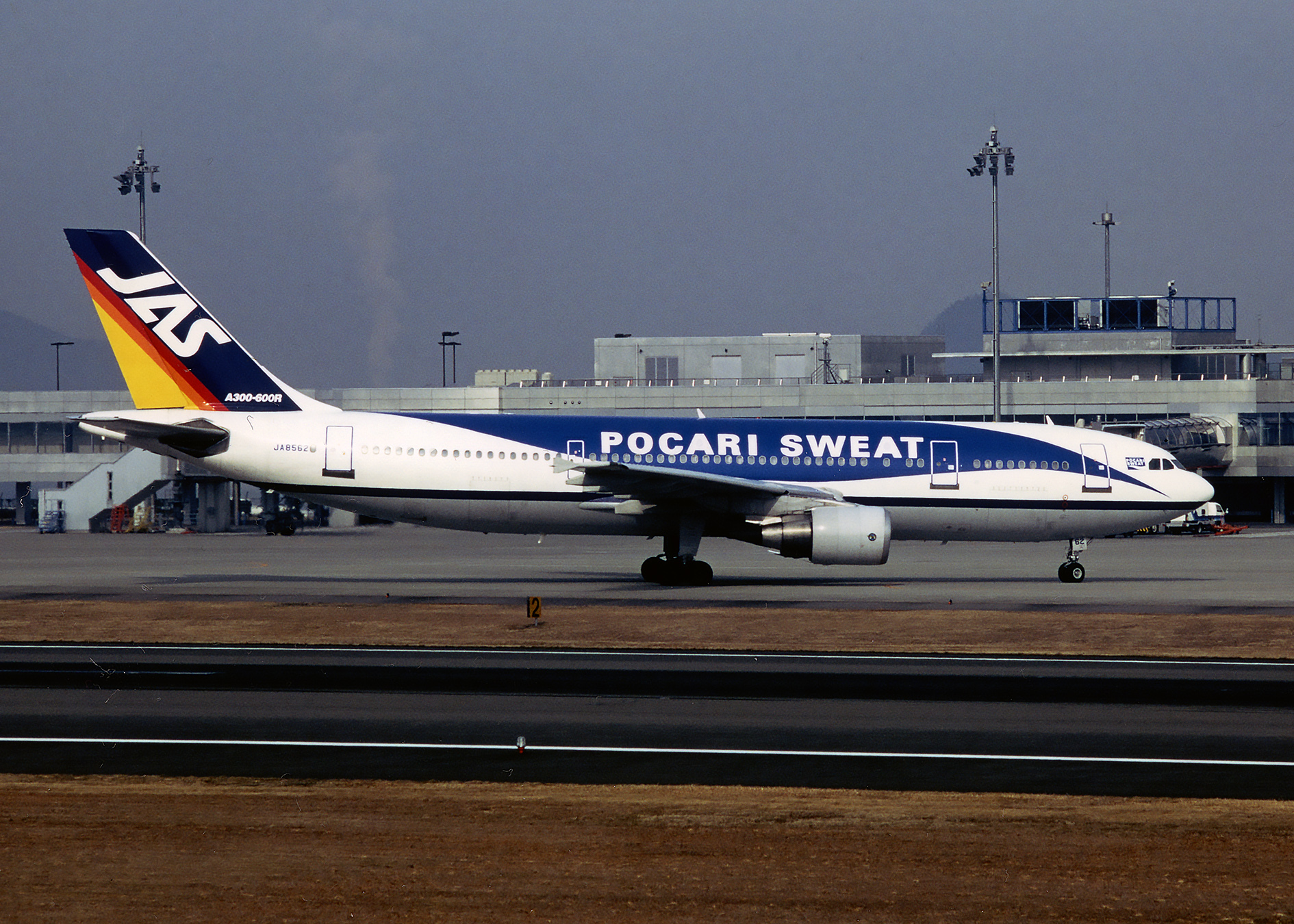
JAS ポカリスエット号

日本エアシステムは、本格的なアドカラーを国内航空会社としては初めて導入し1997年から1998年にかけて、大塚製薬のポカリスエットをイメージした塗装のエアバスA300「JAS・ポカリスエット号」を運航していた。また機内においても、関連会社の大塚ベバレジの製品であるジャワティの他にポカリスエットを提供していた。

### その他

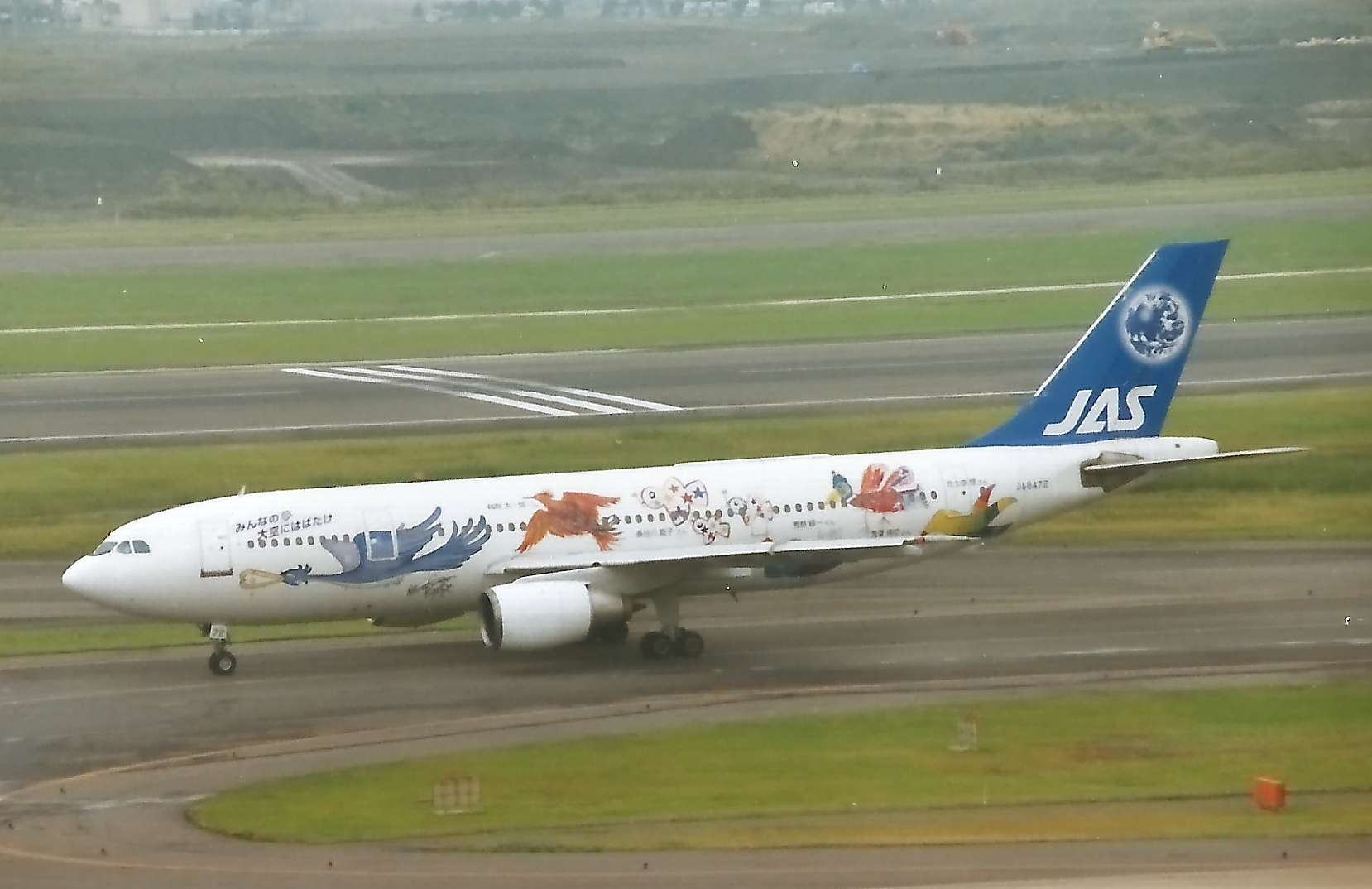
フレンドリーバード塗装

アルカディア号
漫画『宇宙海賊キャプテンハーロック』に登場する宇宙戦艦「アルカディア号」にちなんでDC-9型機に「アルカディア号」と塗装し、「当日にならなければ行き先がわからない。行き先不明の旅。」というミステリーフライトのキャンペーンを展開していた。

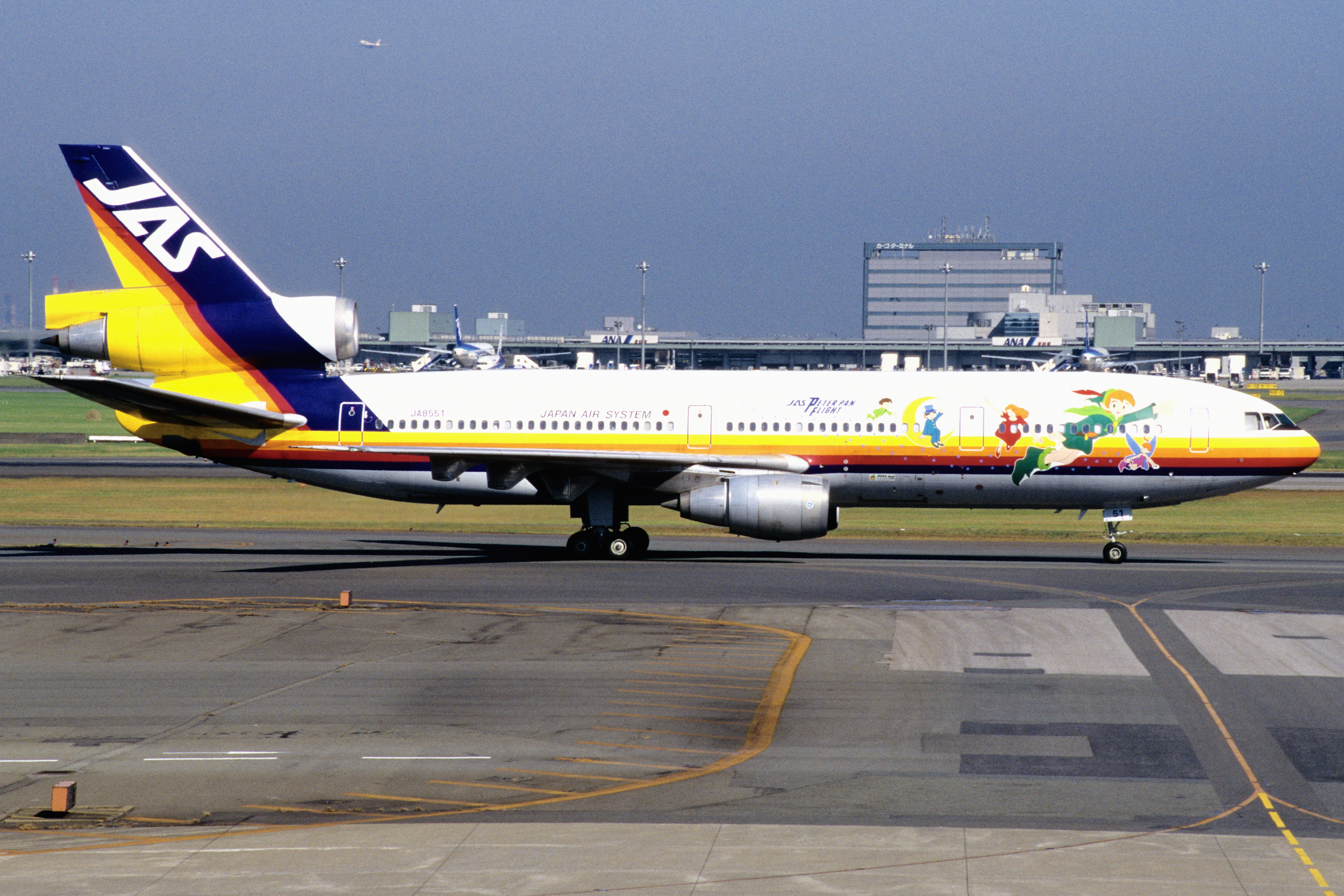
ピーターパンフライト
近畿日本ツーリストとの共同企画による国際プログラム・チャーター。DC-10-30 (JA8551) にダイアナ妃が名誉総裁を務める「ピーターパンこども基金」と協賛しピーターパン塗装を施した。ピーターパンの周囲にあった星屑についてはステッカーで対応したため、飛行の度に剥がれることが多く、その都度修復する必要から当時の整備ハンガーには星のステッカーが多量にあったと言われている。
フレンドリーバード
機材としては経年機となっていたエアバスA300 (JA8472) に施された創立30周年と日中国交正常化30年を記念した塗装。日本の小学生の一般公募と中国陝西省洋県の小学校1校の生徒1,500名対象の応募による「鳥の絵コンテスト」に寄せられた日中合計2,300点以上の作品から胴体左舷側に日本・右舷側に中国から5点ずつの優秀作、コンテストの審査員を務めた松本零士が描いた鳥を両舷の胴体前方・地球を垂直尾翼にあしらった。
人気者でいこう!
1998年5月19日放送の「爆裂カラオケ企業バトル」企画に日本エアシステムが参戦したものの、レギュラー陣に敗れてしまったため、そのペナルティとしてボーイング777-200 (JA007D) に番組のロゴが入ったステッカーが短期間貼付けられた。
海外における「レインボー・デザイン」
- 日本エアシステムの機材はYS-11ならびにA300を中心に、国外売却後もそのままの塗装で運用されていた事例がある。中でもフィリピンおよびスリランカで使用されていたRP-C1931（元JA8723「きび」）は、2019年にインターネットオークションに出品され、2021年に人気お笑い芸人の「キングコング」の西野亮廣が購入したことで話題となった[21][22]。

- エア・フィリピン RP-C1930（元JA8653）
- フライ・エア TC-FLJ（元JA8464）
- フライ・エア  TC-FLF（元JA8293）

## 就航路線
日本エアシステムの就航路線も参照。

### 国内線

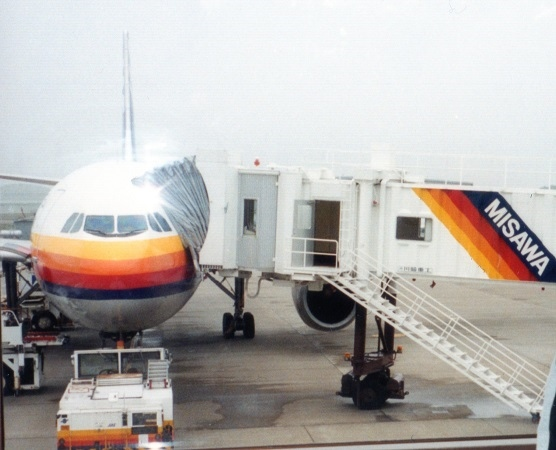
三沢空港におけるA300

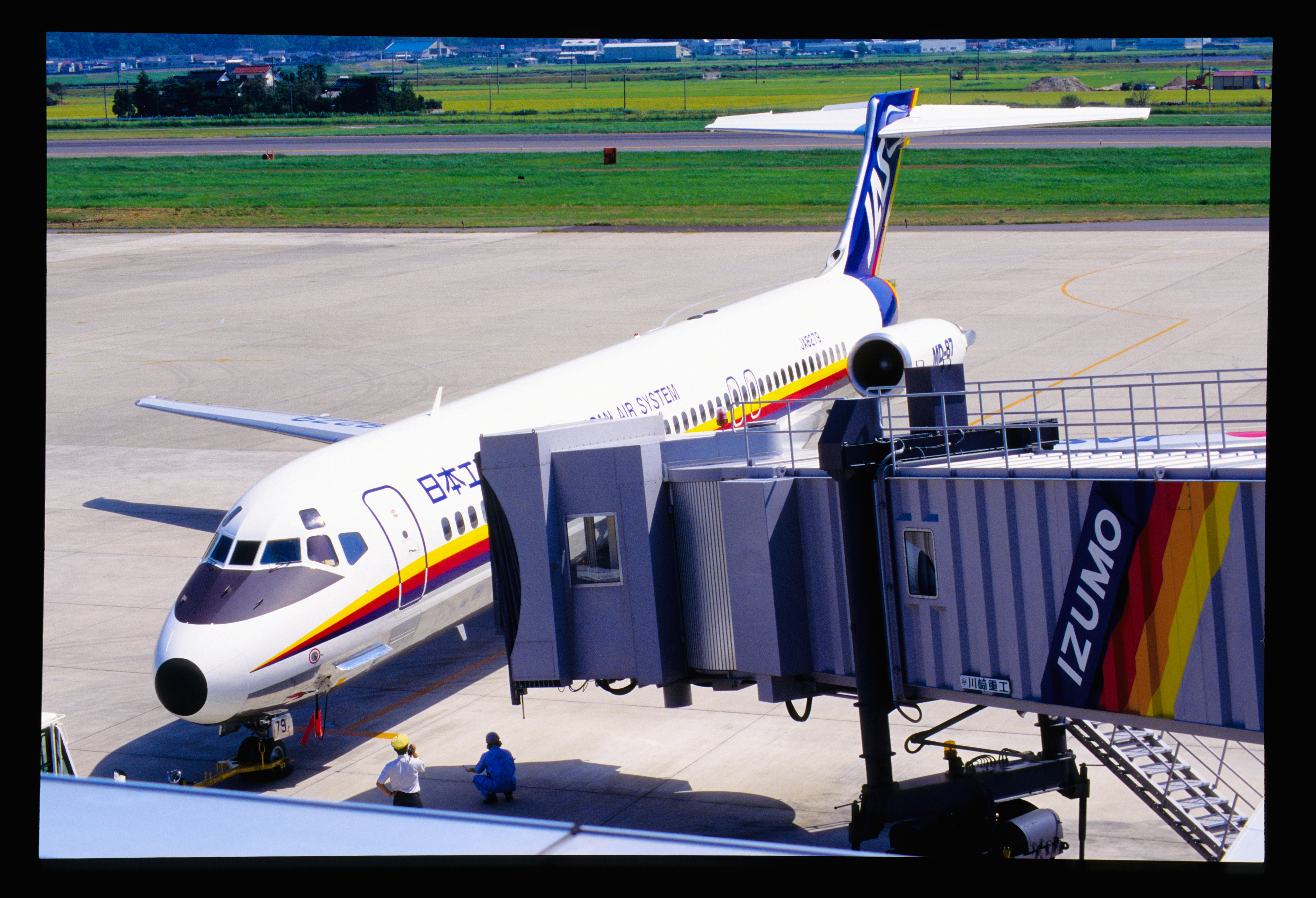
出雲空港におけるMD-87

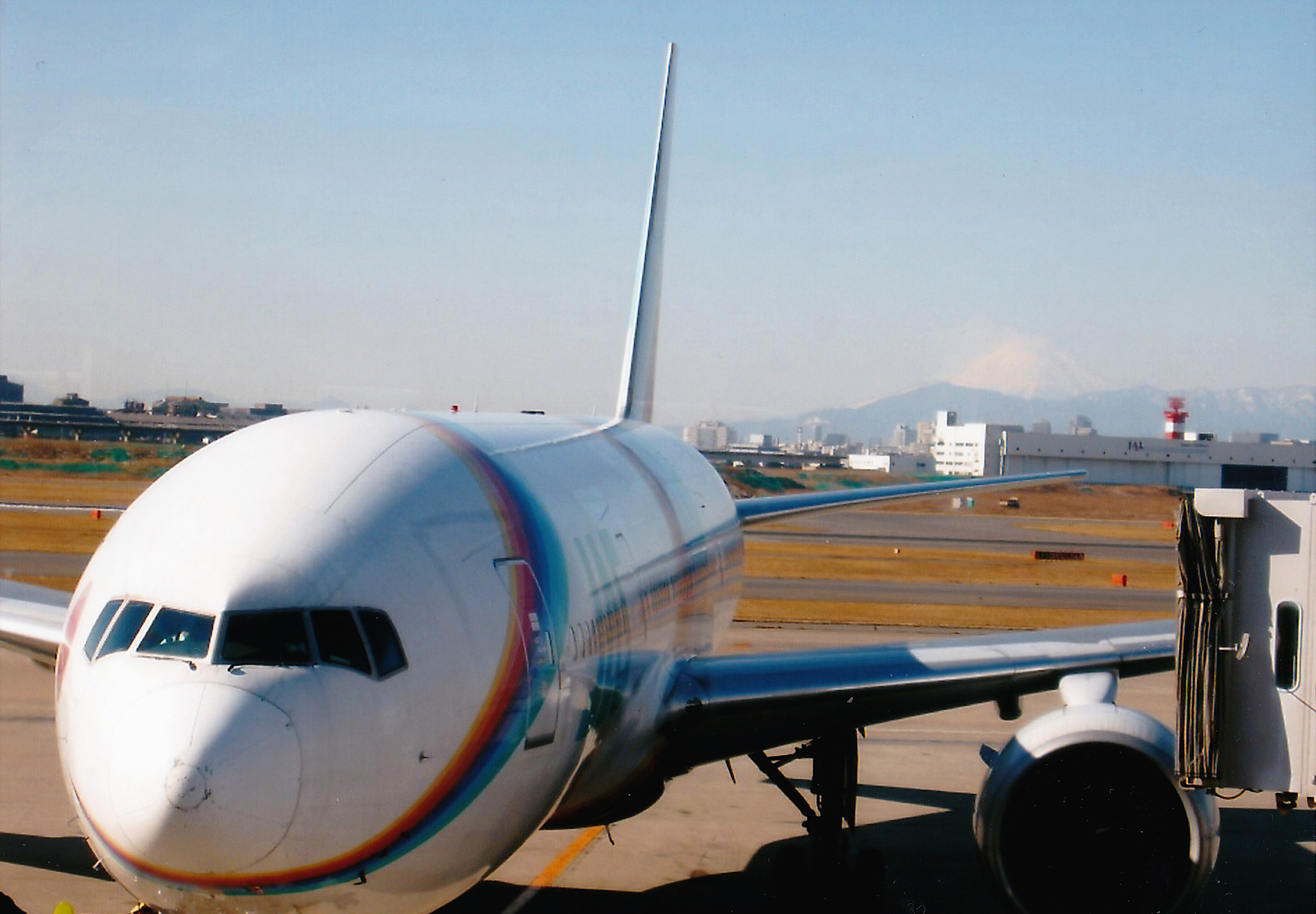
羽田空港第1旅客ターミナルのボーイング777型機（2004年1月）

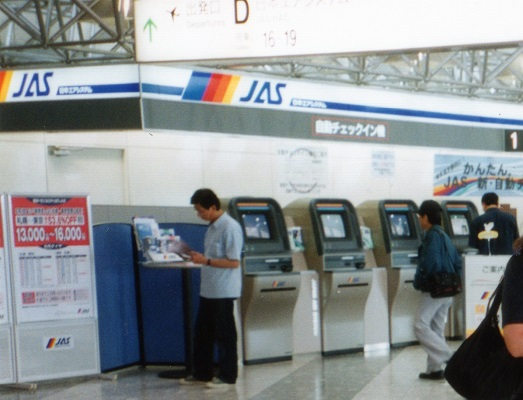
新千歳空港の自動チェックイン機

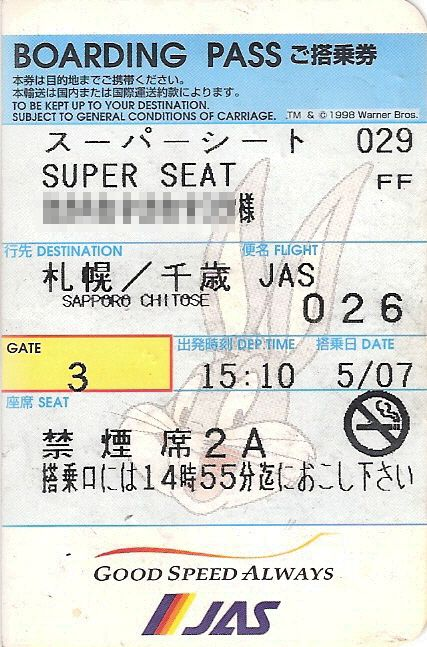
自動改札機導入後の搭乗券

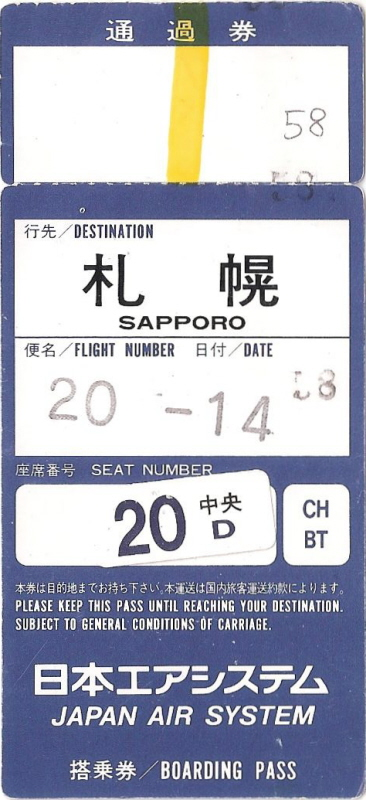
自動改札機導入前の搭乗券

東亜国内航空時代は45/47体制の下で、運輸省の指導の下ローカル線や国内準幹線を中心として運航していた。45/47体制の撤廃後は国内線幹線や近距離国際線にも進出したものの、依然としてその多くは採算が取りにくい国内準幹線やローカル線が中心だった。1980年代以降はエアバスA300を幹線や準幹線を中心に、マクドネル・ダグラスDC-9シリーズを準幹線やジェット機乗り入れが可能なローカル線を中心に、日本航空機製造YS-11型機をプロペラ機専用空港発着のローカル線を中心に運航していた。
また、一部離島路線や地方発着ローカル線の一部は、日本エアコミューターなどの子会社がYS-11型機やサーブ 340型機を使って運航していた。

#### 主な就航先
- 新千歳空港
- 女満別空港
- 旭川空港
- 釧路空港
- 帯広空港
- 函館空港
- 青森空港
- 三沢空港
- 秋田空港
- 花巻空港
- 山形空港
- 仙台空港
- 新潟空港
- 松本空港
- 小松空港
- 東京国際空港(ハブ空港)
- 成田国際空港(拠点空港)（国際線のみ）
- 名古屋空港
- 大阪国際空港(ハブ空港)
- 関西国際空港(拠点空港)
- 南紀白浜空港
- 岡山空港
- 広島空港
- 出雲空港
- 徳島空港
- 高松空港
- 高知空港
- 松山空港
- 福岡空港
- 北九州空港
- 佐賀空港
- 大分空港
- 長崎空港
- 熊本空港
- 宮崎空港
- 鹿児島空港
- 奄美空港
- 徳之島空港
- 那覇空港

### 国際線
国際線就航時には、将来的にアメリカ本土やヨーロッパの主要都市への就航も視野に入れていたが、バブル崩壊や湾岸戦争の勃発による乗客の減少、さらには成田空港の発着枠制限といった厳しい現実に阻まれた。
特に一旦は定期運航を実現したシンガポール線、ホノルル線などは、成田空港の発着枠が制限されたことや、競合他社によって発着枠の獲得の妨害にあったためにデイリー運航が不可能だった。ツアーに利用しづらく、旅行会社に敬遠されがちで、採算が取れなかったことが早期撤退を余儀なくされた一因とされている。なお、これらの中長距離路線を運航するために、1988年にマクドネル・ダグラスDC-10-30 (ER) 型機を2機導入した。しかし、上記のような状態のため2機のうちJA8551は韓国の大韓航空に1年弱リースされた後の就航となった。最長距離とされていたホノルル線は、集客などに無理が重なり、わずか3年程で運休となった。その後は香港線へとシフトした。しかし、DC-10が導入されたのは、主力のA300-600Rの機材メンテナンスや集客状況などでの機材変更程度であった。香港線も、1998年の香港国際空港開港時点で予備のA300-600Rで賄えるようになったため、2機とも2000年には、当時のJASの提携先だったノースウエスト航空（現在のデルタ航空）へ売却された。アメリカへ売却後も太平洋路線で成田を介してバンコク路線などで時折日本に里帰りしていた。その後、これら2機はオムニエア・インターナショナルINCで運用されており、時折米軍横田基地などにも飛来している。
一方、日本航空との経営統合までは中国本土の各都市への運航に尽力していた。特に日本航空や全日本空輸が就航していない西安・広州・昆明等の地方都市への運航に活路を見出していたこと、また韓国の首都であるソウルへの毎日2往復での運航が収入源となっていたのも特徴的だった。

#### 就航先
定期便はすべて、成田国際空港および関西国際空港発着であった。他にも福岡空港や広島空港などの地方空港からのチャーター便も運航されていた。
- 韓国
  - 仁川国際空港（2001年まで金浦国際空港）
- 中国
  - 上海浦東国際空港（1999年まで上海虹橋国際空港）
  - 西安咸陽国際空港
  - 旧広州白雲国際空港（中国語版）
  - 昆明巫家壩国際空港
- 香港
  - 香港国際空港（1998年まで啓徳空港）
- シンガポール
  - チャンギ国際空港（1995年4月に運休）
- アメリカ
  - ホノルル国際空港（1994年6月に運休）

### コードシェア運航
ノースウエスト航空やKLMオランダ航空、中国南方航空と日本国内の主要路線や東京/成田 - アムステルダム線（KLMオランダ航空の機材・乗務員で運航）などの国際線のコードシェア運航を行っていた他、マイレージの提携も行っていた。2009年9月時点ではワールドパークスでは日本航空インターナショナルの路線でマイルを加算することはできなかった。ただし実際にはノースウエスト航空が独自に行う（日本航空を含む国内航空各社とは無関係）「ニッポン500マイルキャンペーン」で一般会員の場合年間10回に限り会社・距離・運賃にかかわらず一律500マイルを加算することができた。また、日本航空に統合後も日本航空インターナショナルの路線で特典旅行することは可能だったが、2008年10月1日以降特典旅行に交換できる会員は上級会員か指定された提携クレジットカード会員のみに制限され、その後2009年4月1日をもって日本航空との提携解消に伴いこれらの会員でも交換できなくなった。

## サービス
東亜国内航空時代より、ブランドイメージと規模で先行していた大手2社との差別化に苦慮していた日本エアシステムは、この状況を打破するためにいくつかの独創的なサービスを導入している。また、以下のようなサービスを日本で最初に導入している。
- 女優のヘアヌード写真が掲載されている週刊誌などの雑誌の搭載を取りやめ。
- 半額運賃の国内線割引運賃を設定。
- 女性優先トイレを設置。
- パソコン通信で国内線予約、空席・運航状況の情報提供を開始。
- 機体1機ごとにスペシャルマーキングを塗装。これは日本の航空業界で史上初だった。
- 本格的な広告マーキングを塗装。
- インターネットで機体デザインを募集。
- 国内線3クラスシートを導入。
- 日本で初めて全席に個人用テレビを設置した機材を導入。
- コンビニチケットレス予約サービスの設定。
- バースデー割引の制定。
- マイレージサービスにおける獲得マイルの有効期間が最長4年（JAL、ANAより1年長い）の設定。

飲み物
日本の航空会社として唯一、大塚製薬と提携し、同社およびグループ企業の主力製品であるジャワティやポカリスエットなどを乗客向けに提供していた。他にも暖かいスープ、緑茶やカゴメの六条麦茶、ジュースなどを搭載していた。
ビジネスクラス
成田 - ホノルル線の就航に伴ってDC-10型機に導入されたビジネスクラス。後のスーパーシートの前身と言えるが、形態は日本航空のそれに類似する。機内食もエコノミークラスより豪華であり、主に和食を中心としたものの他、軽食も提供された。なお、ホノルル空港のラウンジはクラスに関係なく利用が可能だった。
スーパーシート
ボーイング777-200へのスーパーシート導入に合わせ、1997年4月1日からA300-600R型機においても、スーパーシートを導入。座席数は一機あたり12席、ピッチ102cm、幅47cm。ボーイング777-200との違いは、フットレストが手動式であることと、テレビは通路天井部にビデオモニターを設置していたことである。バゲージ・チェックイン・ラウンジ（ラウンジのない空港では空港内売店で使用できる商品券）・機内食などのサービスはボーイング777-200と同一だった。
ボーナスシート
1997年4月1日からの一時期、機体最後尾にエンジンが装備されているDC-9-81、MD-81、MD-87、MD-90型機に導入された格安座席。「窓がない」、「エンジンの音がうるさい」、「座席がリクライニングしない」と不人気だった機内最後部の5 - 7席の運賃を、通常運賃の50%としたもの。事前購入割引ではなく定額運賃だった。当クラスを含むとJASの座席クラスは4種類となる。
チャイ・ランメニュー
2001年より、香港を代表する映画制作会社、ゴールデン・ハーベストの副社長兼プロデューサーで、食通としても知られる蔡瀾（チャイ・ラン）が監修した機内食が成田 - 香港線で提供されていた。
民族衣装
2001年に、関西 - 昆明線のみの限定サービスとして、客室乗務員が中国・雲南省の少数民族の衣装を着用して機内サービスを行った。
フローラルルーム（女性優先トイレ）
客室乗員部乗務室長（当時）の吉田千鶴子の発案により、1996年3月に日本の航空会社として初めて設置された女性優先トイレ（化粧室）。ドライフラワーのハーブが香る個室内には、コロンやハンドクリーム、ウェットティッシュなどアメニティグッズなどが設置されていた。まれに書籍などで「女性専用トイレ」と表記されることがあるが、あくまで「優先」であり、男女とも利用可能だった。日本航空との経営統合後も継続して設置している。
機内誌
日本エアシステムは、1988年7月1日の同社初の国際定期便、東京/成田 - ソウル/金浦線の就航に合わせ、機内誌「ARCAS（アルカス）」を創刊し、当初は2カ月に1回、その後は毎月発行していた。しかし、2002年10月の日本航空との経営統合に伴い、翌2003年4月、日本航空の「Winds（ウィンズ）」に一本化する形で廃刊となり、誌名も「SKYWARD（スカイワード）」に変わった。他に機内販売カタログ「JAS FLIGHT SHOP」などを搭載していた。

## 3クラスシート

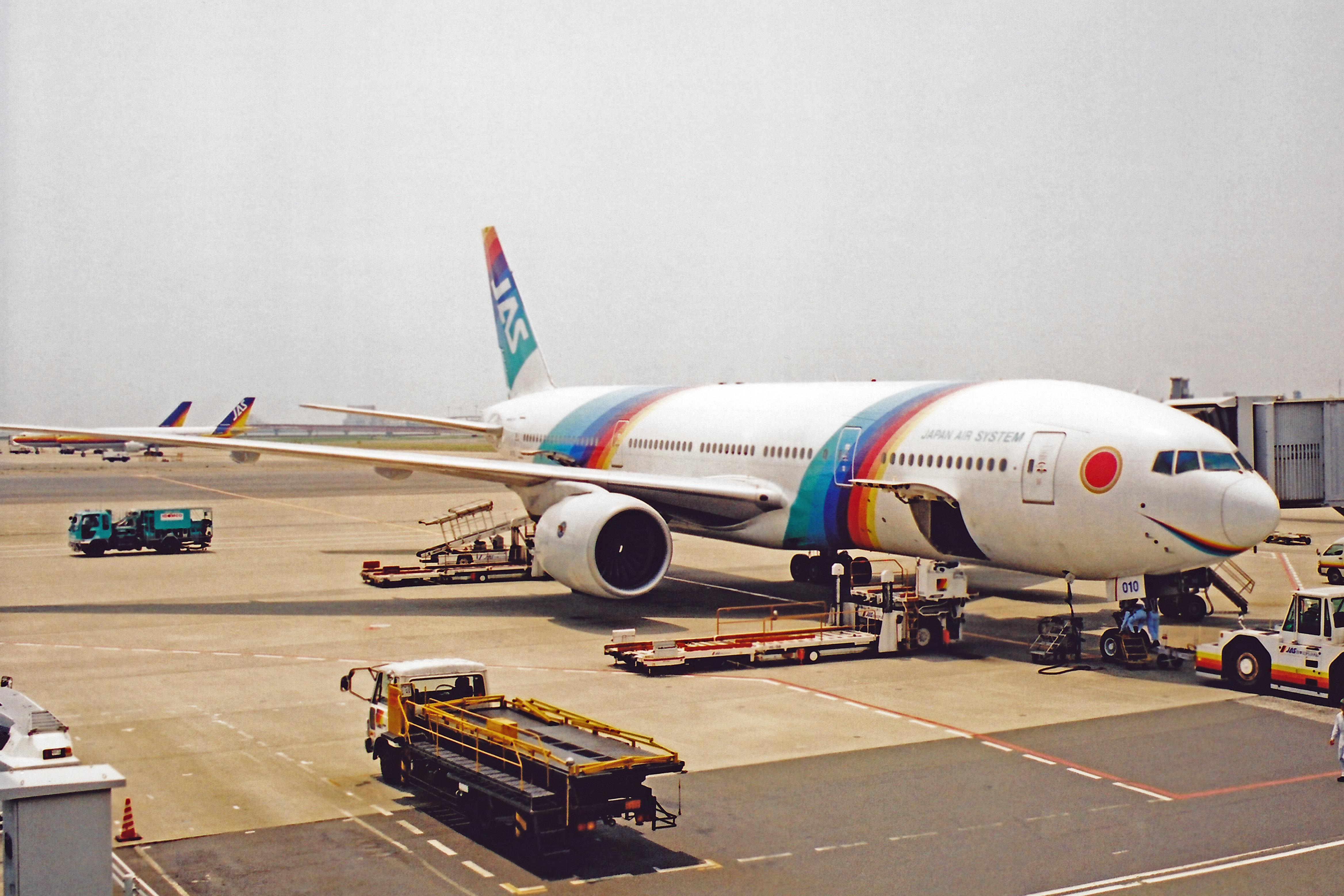
国内線で初めて3クラスを導入したレインボーセブン

日本エアシステムは東亜国内航空以降初のボーイング機となるボーイング777シリーズを導入するとともに、国内線で同様にボーイング777を導入している他の2社との格差をつけるべく、日本エアシステムの最大の売りである独自のサービスを重視することになり、国内線初の3クラスシートを導入することを決定した。これら3クラスの全ての座席には、液晶テレビモニターが設置され映画やゲームを楽しむことができ、これも国内線初の試みだった。
これらのエンターテイメントサービスは、JAL便への統合に際して3クラス廃止・機内改装によって廃止されたが、座席がそのまま利用されていた機材では、日本エアシステム時代のゲームなどがそのまま残されていた。
スーパーシート、レインボーシートを装備した機体は統合後も運用されていたが、2012年10月27日にすべて廃止された。その後、2019年8月までは国内線で全席に個人モニターを設置しているのはスターフライヤーとANAのA321neoのみであった。しかし、JALにおいても旧JASから継承したA300-600R の退役以来、なおかつ自社発注としては初となるエアバス機A350が全席に個人用モニターを搭載した仕様で2019年9月に就航している。

### スーパーシート
スーパーシートは、1997年4月1日からボーイング777-200型機・A300-600R型機において導入された。追加料金は4000円。座席数は1機あたり12席、ピッチ約107cm、幅53cm。2-2-2の6アブレスト。最大角度25度のリクライニング・ランバーサポートは電動であり、フットレストはレッグレストに収納されていた。座席には「レインボービジョン」（テレビ）のコントローラーが設置されており、チャンネルの切り替え、ゲームの操作、読書灯、キャビンクルーの呼び出しなどを操作できた。スーパーシートの乗客は、チェックインを専用のカウンターで行い、搭乗前に後述する「レインボーラウンジ」でくつろぐことができる。また朝・昼・夕の時間帯には国内線としては豪華な機内食が提供された。16時以降に出発する便ではワインのクォーターボトルがサービスされた。機内食の出ない時間帯では軽食として弁当か菓子のどちらかを選択することができた。機内では、コートや上着を専用のクローゼットに預けるサービスがあったほか、スリッパと靴ベラもサービスされていた。到着後は、専用のタグをつけた手荷物が優先的に引き渡された。予約は専用電話「レインボーコール」で受け付けた。JAL便に統合後の2004年6月以降はクラスJとして設定されていたため、「乗り得座席」として扱われていた(スーパーシートを参照)。

### レインボーシート
レインボーシートは、1997年4月1日より、国内線の普通席とスーパーシートの間に設定されたミドルクラスである。追加料金は1000円（就航当初は2500円）。座席数は一機あたり38席、ピッチ97cm、幅45cm。2-4-2の8アブレスト。ボーイング777-200のみで提供され、スーパーシートと違い空港のラウンジや専用カウンターなどのサービスは省かれていたものの、ゆったりしたシートを安価に利用できることもあり固定ファンが多かった。また、手荷物の優先や専用電話での予約受付などはスーパーシートと同様だった。日本航空に経営統合後の2004年6月に同じコンセプトのサービスが「クラスJ」の名称で開始された。

### レギュラーシート
日本の航空会社では初めて、すべての座席にテレビモニターが設置されたエコノミークラスであった。ボーイング777型機における2-5-2の9アブレスト配置は、日本航空や全日本空輸の3-3-3とは異なる独自のものであり、満席状況の最混雑時を除くと実質上2-2-2-2の8アブレストとして運用されるとともに、3-5人グループ客は同列に配席するなど顧客の立場において柔軟な運用が行われた。

## レインボーラウンジ
主に「スーパーシート」を利用していた乗客および上級会員（JASマイレッジマスターズ）に対し、羽田・札幌・福岡など主要空港で「レインボーラウンジ」と呼ばれるラウンジサービスを提供していた。落ち着いた内装のレインボーラウンジには、専門の係員が配置され、軽食やドリンクのサービスを実施していた。日本航空に経営統合後は「サクララウンジ」として提供されている。

## マイレージ

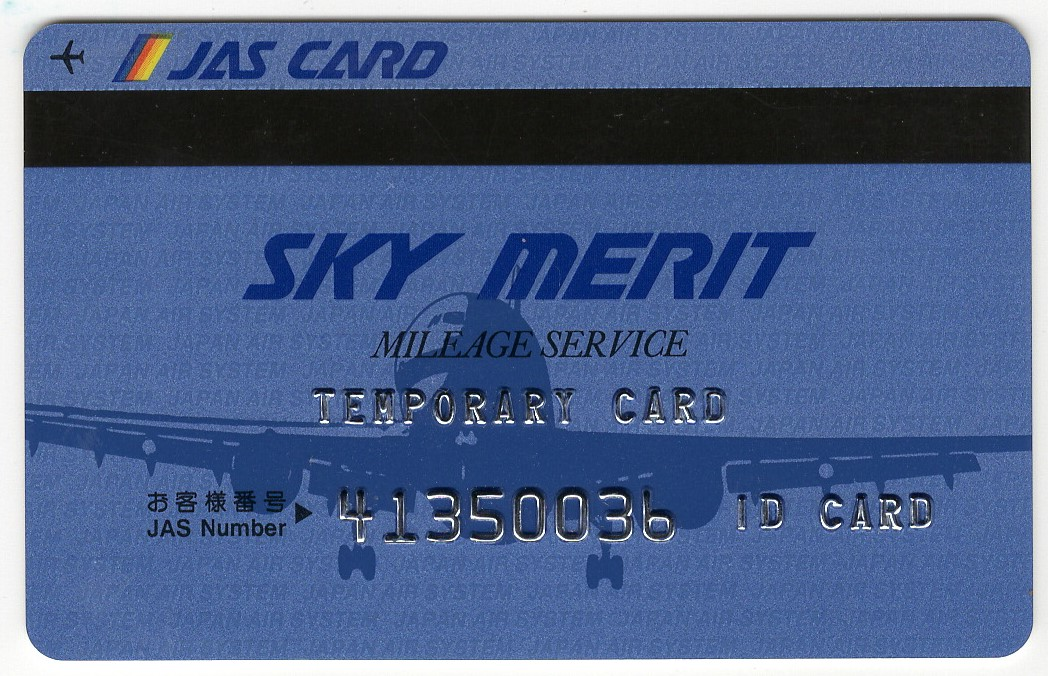
JASスカイメリットカード

日本航空と全日本空輸の国内大手2社と同様にマイレージサービス「JASスカイメリット」を展開していた。後にクレジット機能付きの「JASカード」が導入されると、サービス名を「JASマイレッジサービス（JMS）」に変更し、クレジット機能の無いマイレージカードを「スカイメリットカード」とした。上級会員は「JASマイレッジマスターズ」と呼ばれ、年間3万マイルもしくは50回の搭乗で一年間の資格を付与された。「JASマイレッジマスターズ」会員は優先搭乗、専用チェックインカウンター、レインボーラウンジの利用資格などを有していた。
航空連合に加盟はしていなかったが、ノースウエスト航空やKLMオランダ航空とマイレージ提携を行っていたほか、後期にはコンチネンタル航空との間でもマイレージ提携に向けた交渉が始まっていた。併せて東急グループ傘下の東急ホテルズや東急リゾート、東急TOPカード（現「TOP&カード」）などとも提携していたのが特徴で、他社と比べ、異業種との提携も多かった。
また、マイルの有効期限が他の2社に比べて長いことや、貯めたマイルは誰でも使用可能なこと、他社との競争が熾烈な幹線で多くマイルが貯まる点も特徴とされ、1999年時点で約180万人の会員を有していた。
「JASマイレッジサービス」（JMS）は、2002年10月の日本航空との経営統合に伴い、2003年4月1日付で「JALマイレージバンク（JMB）」に統合され、消滅した。なお、「JASマイレッジサービス」の会員は希望者のみJMBに移行できた。新たな会員番号とJMBの従来の会員登録との統合については、JMBを参照。

## 広告
他の国内大手2社同様に夏季には沖縄・奄美群島キャンペーンや北海道キャンペーンを実施したほか、他の寄港地や貨物部門での広告キャンペーンも行われた。また、1990年頃、「ハートフルJAS」というコピーが用いられた時期に和田アキ子、ホノルル線就航時に中村吉右衛門といった著名人をテレビCMに起用したこともあった。

### キャンペーンガール
- 鰐淵晴子（1960年代・日本国内航空時代）
- ジョディ・マッケンジー（1979年）
- 稲光朱火（1980年）
- 石川優子（1981年/歌手・石川優子とは別人）
- 松本真実（1983年）
- 財前直見（1984年）
- ジーナ・ナナ（1985年）
- シェリー・アサンシオン（1986年）
- 武市幸子（1987年/俳優・高松英郎の長女）
- 西田ひかる（1988年）
- 坂井泉水（1989年/'89フルロードキャンペーン/蒲池幸子名）
- 坂井泉水（1989年/JASカーゴ/蒲池幸子名）
- 坂井泉水（1990年/JASカーゴ/蒲池幸子名）
- 及川麻衣（1991年/竜丘麻衣名）
- 川島令美（2000年 - 2001年）

### その他
- 和田アキ子（1990年/ハートフルJAS）
- 中村吉右衛門（1991年/ホノルル線就航）
- 平賀雅臣（1997年/レインボーセブン就航）
- 山口智子（2001年/バースデー割得）
- 山口智子（2001年/ウルトラ割得）
- 山口智子（2002年/ウルトラ割得ジャンプ）
- 沢田研二・田中裕子（2002年/結婚記念日割得）

## メディア関連
- テレビドラマ「西部警察」の地方ロケでは、渡哲也扮する大門団長の移動手段として毎回、TDA機が登場している[27]（東亜国内航空時代）。
- 「太陽にほえろ!」、「Gメン`75」の北海道ロケ、「大江戸捜査網」の長崎ロケ、「誇りの報酬」の北海道、長崎ロケでも協力した（同）。
- WANDSの8枚目のシングルである「世界が終るまでは…」のPVは、羽田空港の日本エアシステムの格納庫で撮影され、その後半には当社のA300型機が映し出されていた。
- 映画「釣りバカ日誌14 お遍路大パニック!」では撮影に協力しており、日本エアシステムの機材が登場していた。
- ジブリ映画「海がきこえる」では高知空港のシーンで日本エアシステムのカウンター風景が描かれていた。
- 2時間ドラマ「スチュワーデス刑事」は日本航空の乗務員が主人公であったが、経営統合直後に放送された第8作「ドバイ〜東京8千キロ・列島縦断グルメツアー殺人事件」では、統合後の日本エアシステムの機材と乗務員も登場していた。

## 株主

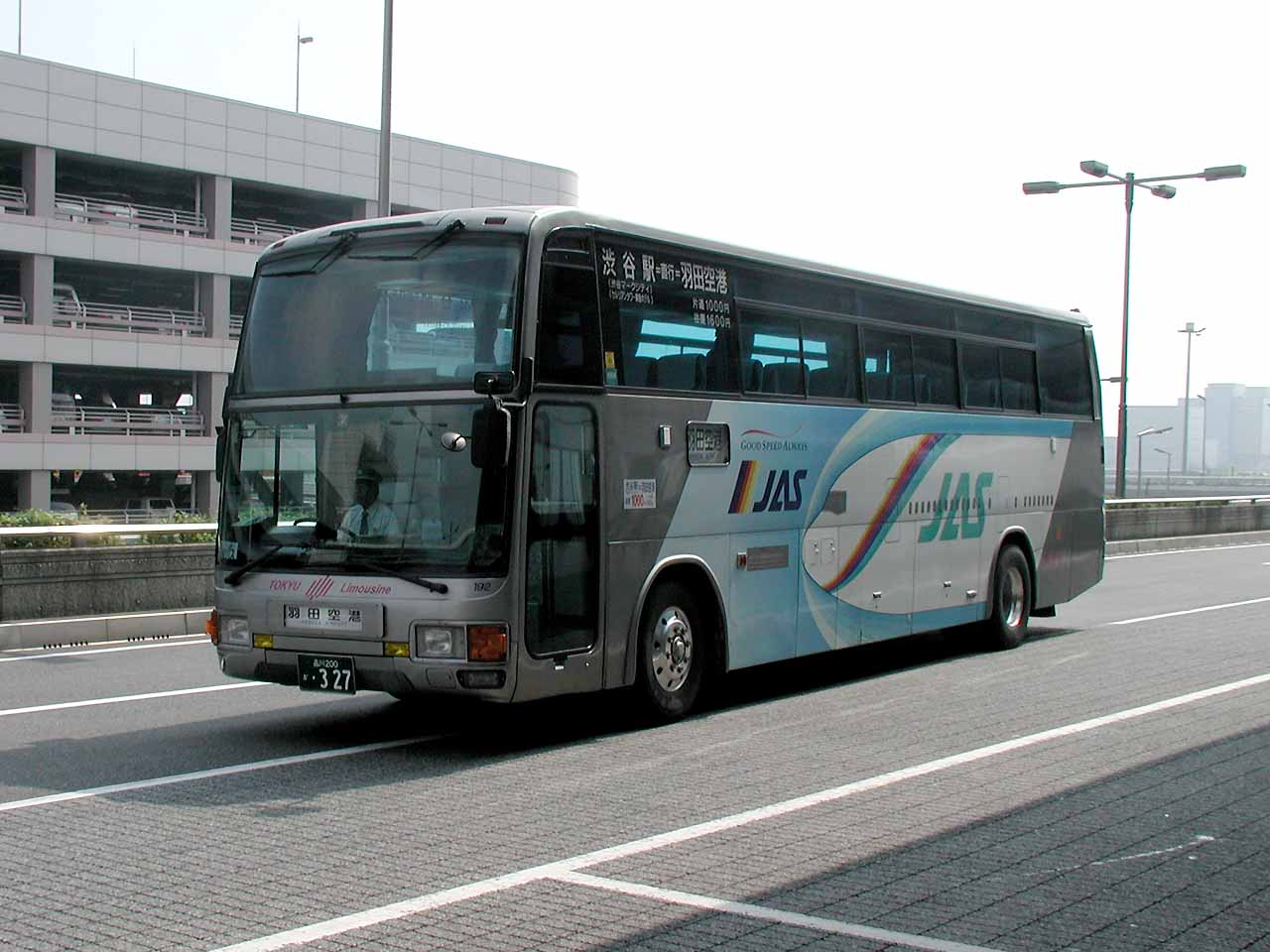
JASラッピングの東急バス

設立当初から東京急行電鉄（法人としては現在の東急株式会社）が大株主であり、東急グループとの結びつきが強く、事実上は同グループの1社だった。しかし1990年代のバブル崩壊に伴い東急グループ全体が深刻な経営不振に陥り、一傘下企業の経営不振の解消にまで手が回らなかった。このことが、同社が経営不振から立ち直れないまま、日本航空との経営統合に至った原因のひとつとみられている。
他の大株主としては近畿日本鉄道（法人としては現在の近鉄グループホールディングス）、不二サッシ、三井物産、野村証券、富士火災海上保険、東京生命保険、東京海上火災保険、日本航空および国内主力銀行（メインは、経営統合前の日本航空と同様に日本興業銀行としていたことから、この流れでみずほコーポレート銀行であった）などだった。なお、東京急行電鉄は経営統合で日本航空の大株主の一員となったが、2010年1月14日に全株の売却を正式発表し、経営から完全に撤退した（現在の東急は2014年2月に東急カードが全日本空輸と業務提携したカードを発行する等、中立的な立場に移っている）。また、近畿日本鉄道は東急より先に出資を引き上げたが、2021年9月まで日本航空と提携したカード（JMB KIPSカード）を発行していた。

## 子会社

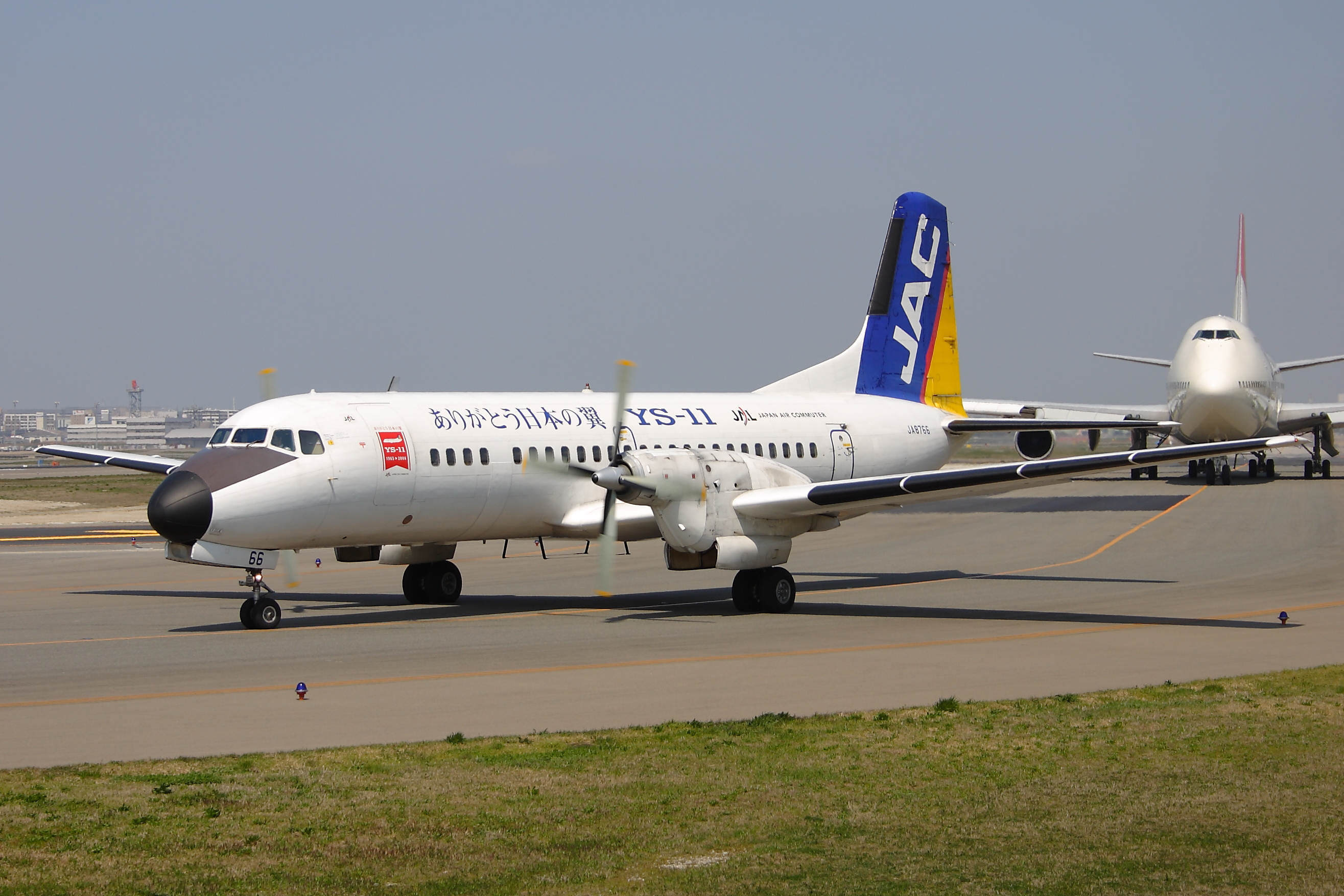
日本エアコミューターのYS-11

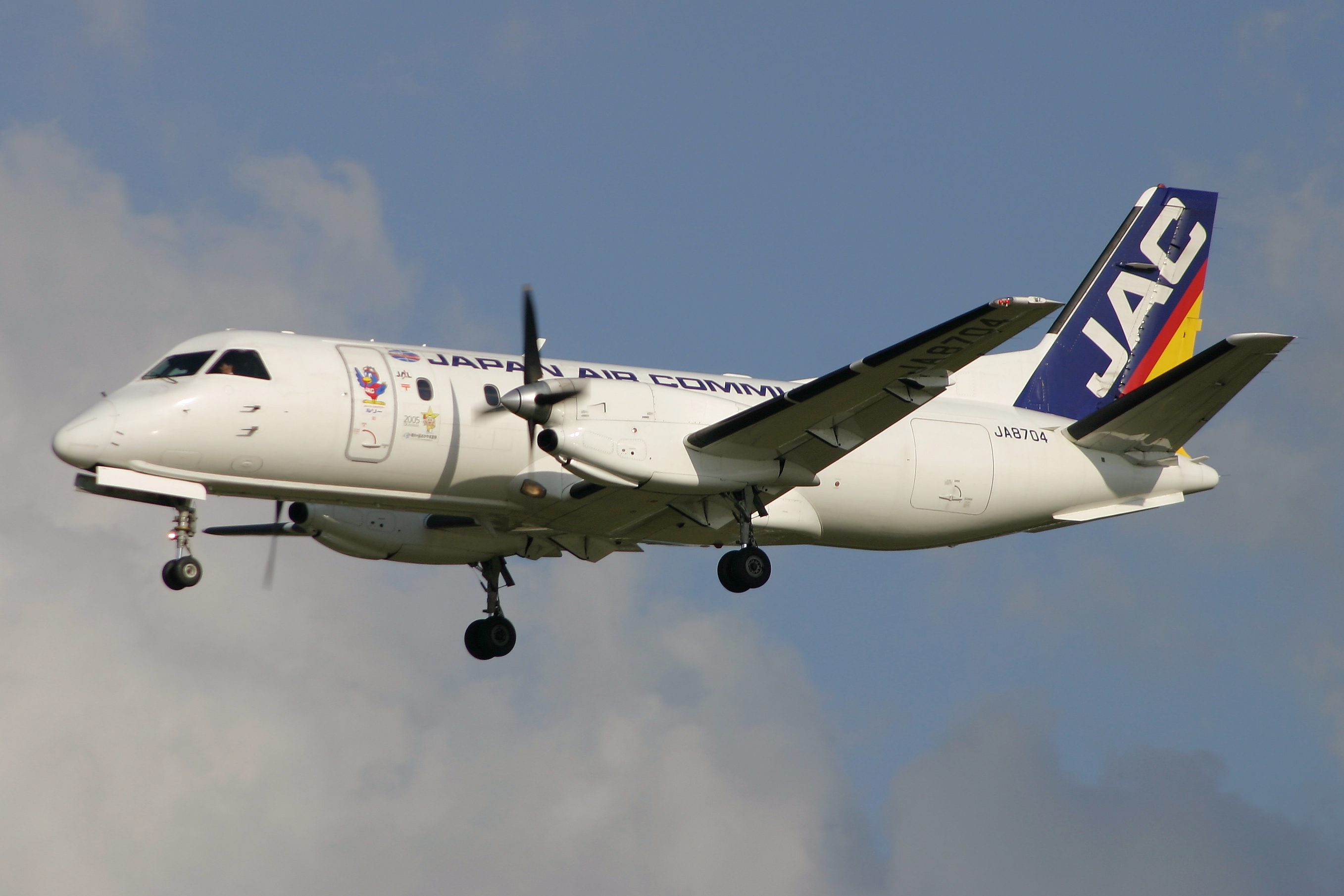
日本エアコミューターのサーブ340

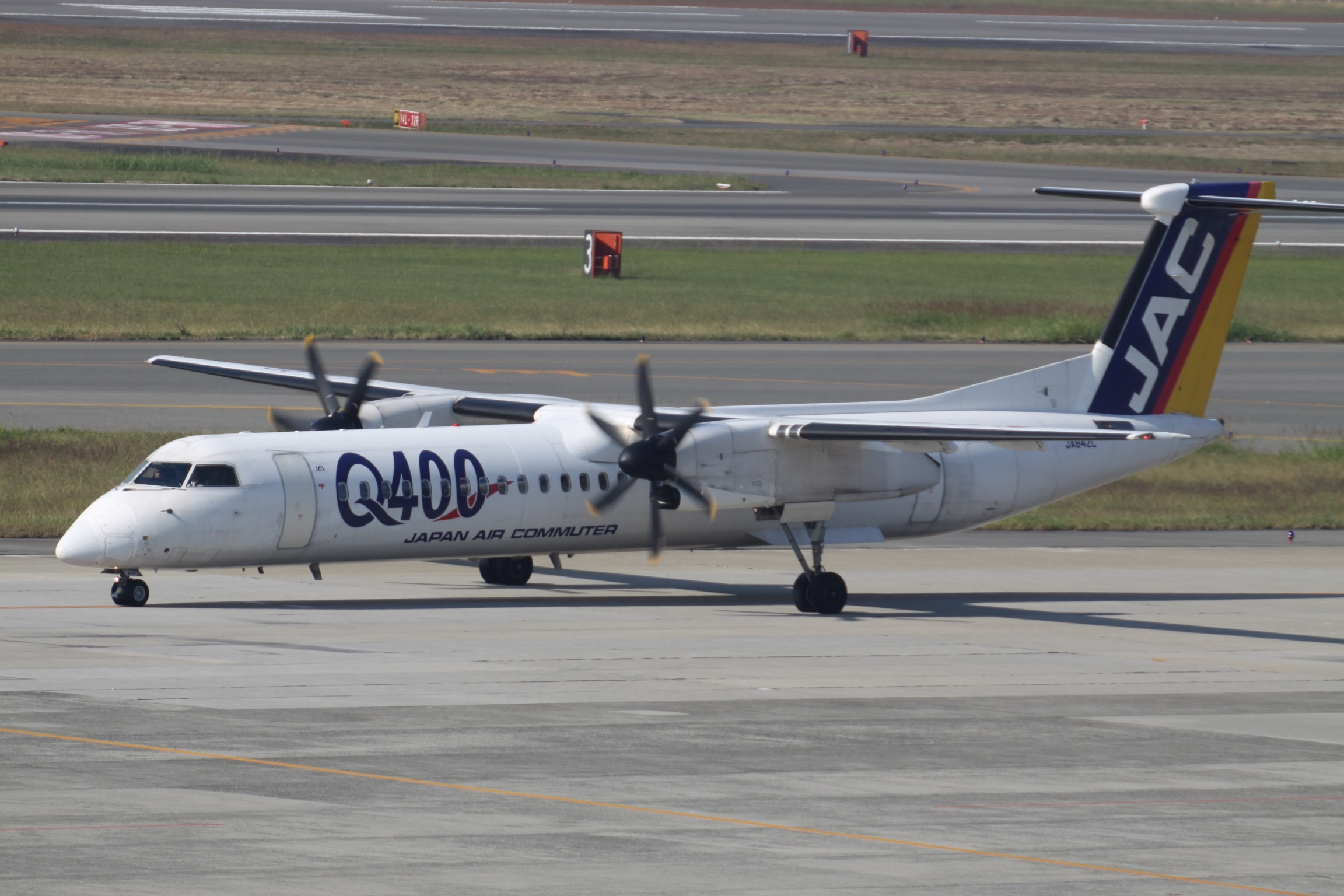
日本エアコミューターのボンバルディアDHC-8-Q400

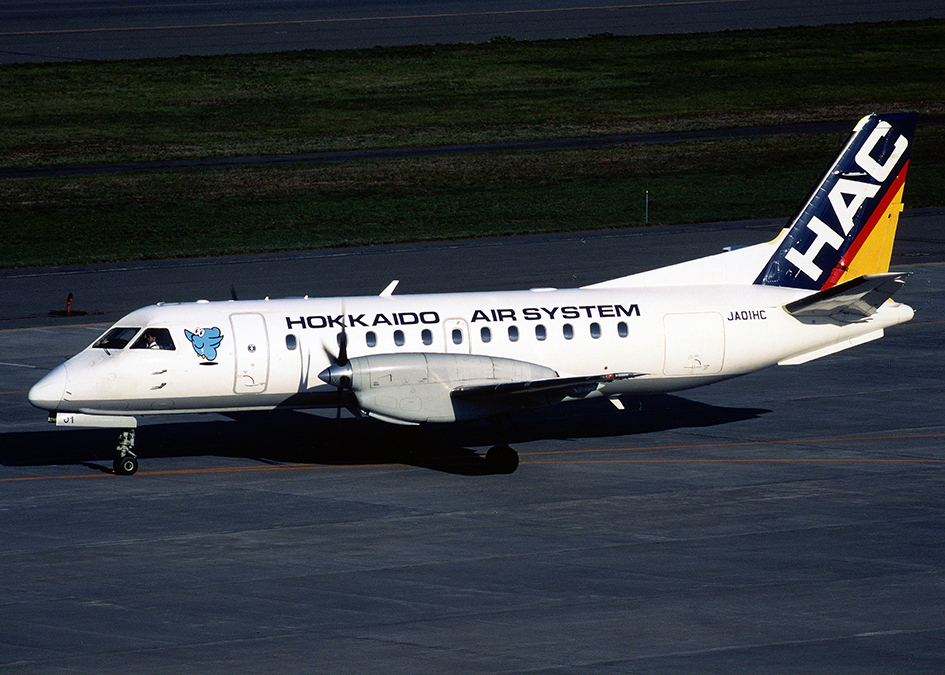
北海道エアシステムのサーブ340

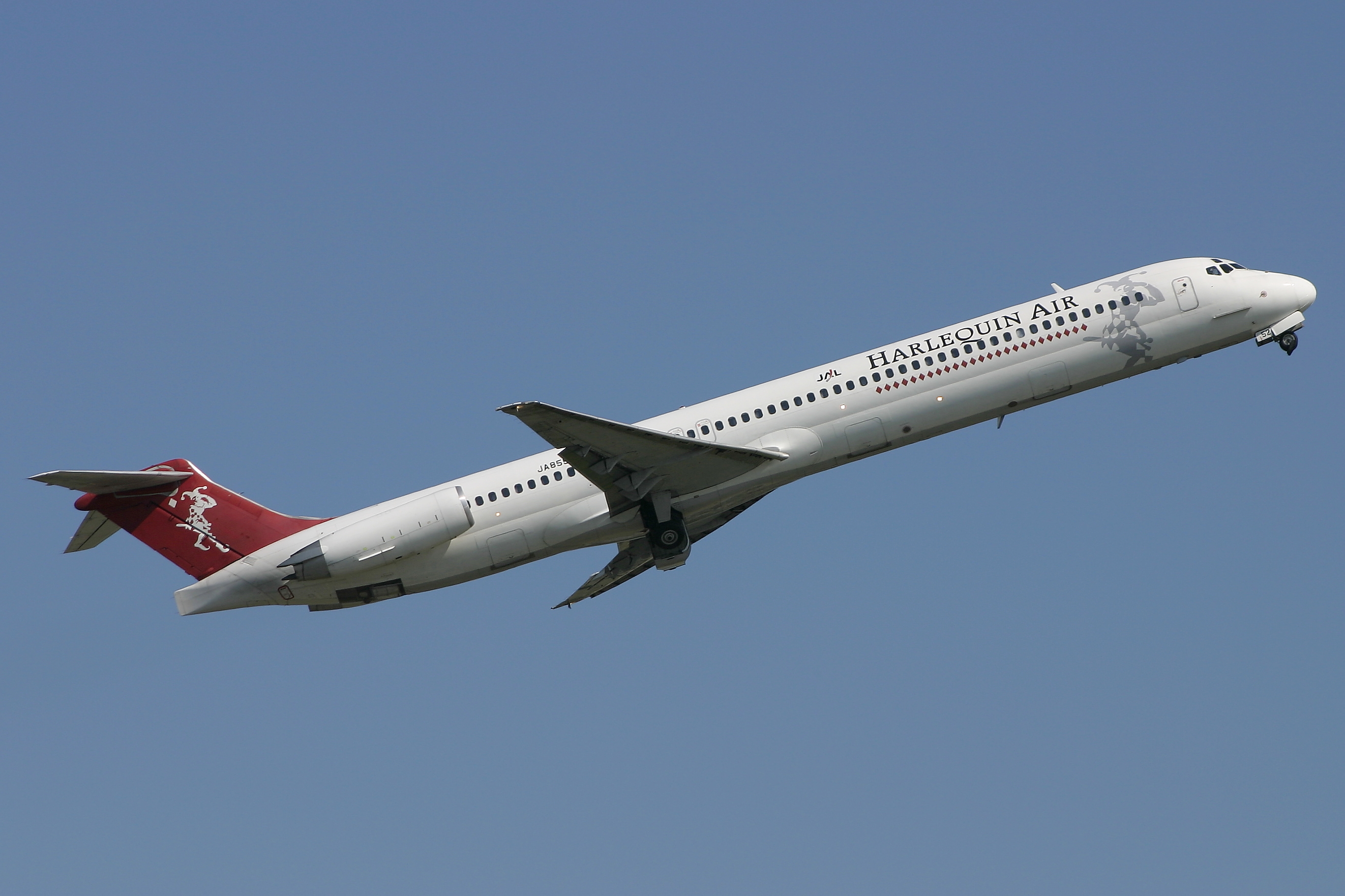
ハーレクインエアのMD-81

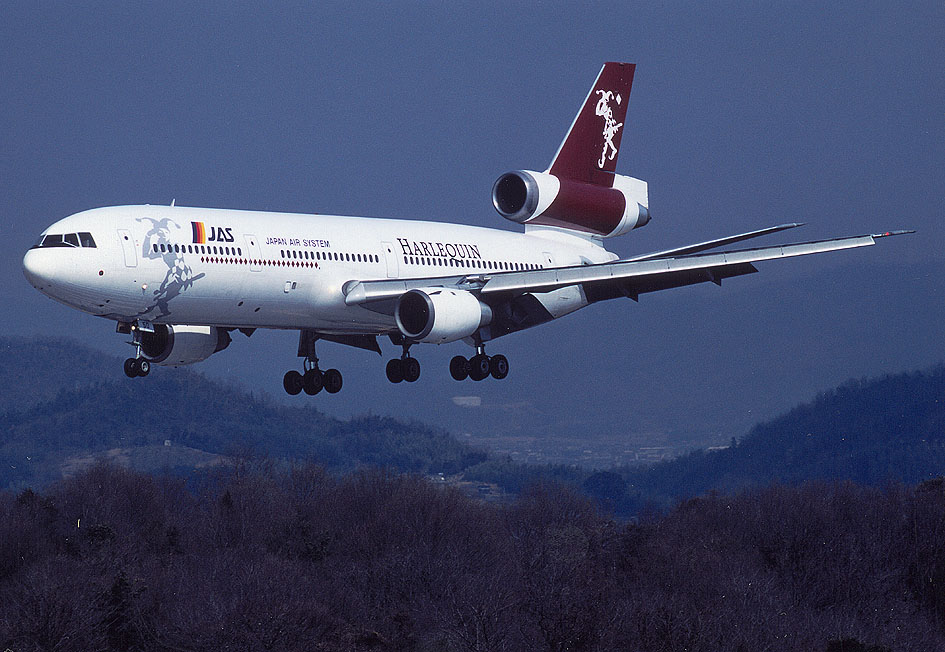
ハーレクインエアのDC-10-30（JAS・HLQのハイブリッド塗装）

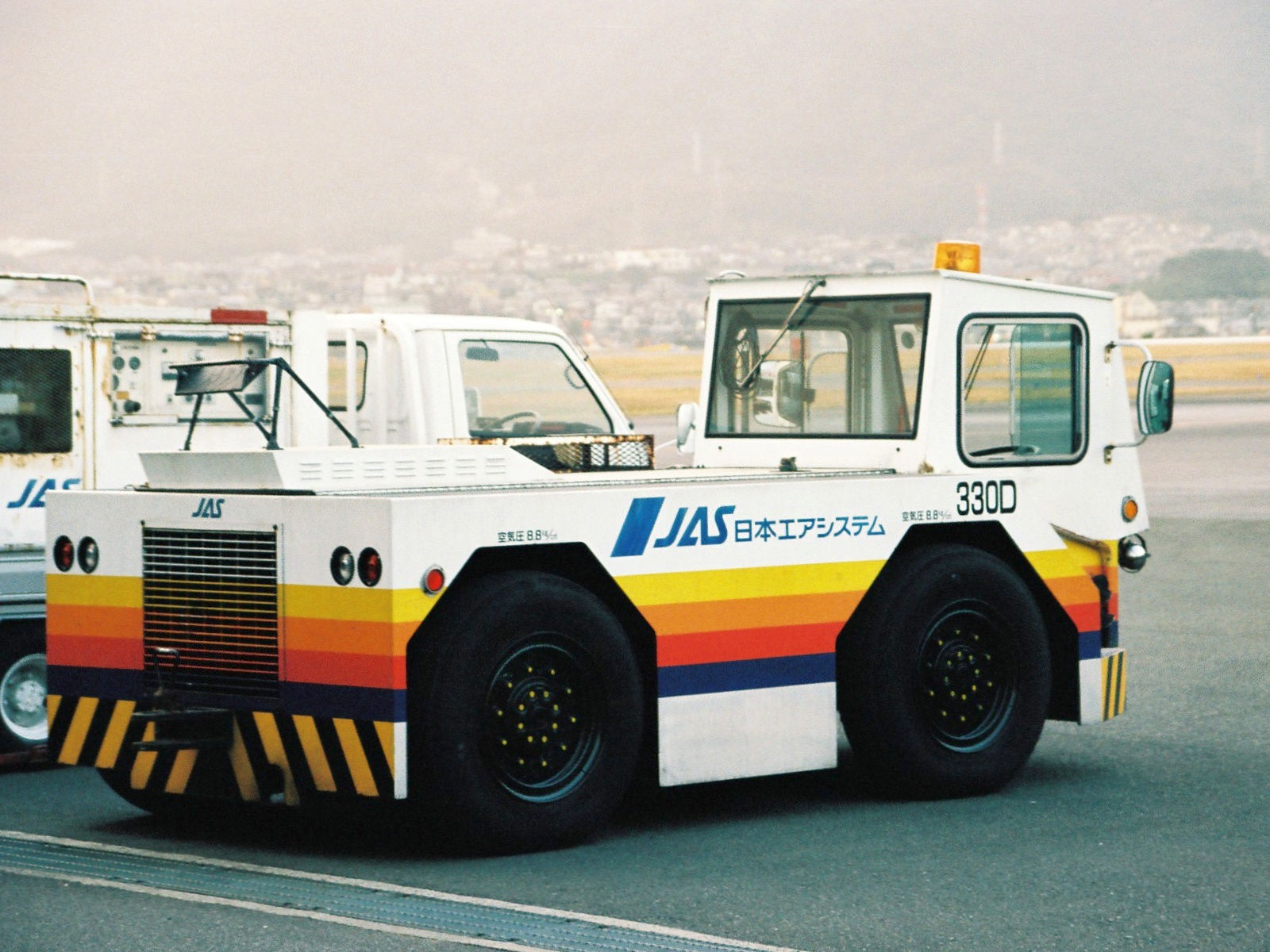
トーイングカー（北九州空港、2004年3月）

航空会社の子会社は、ローカル線専門の子会社2社と国際線チャーター便の運航を目的とした連結子会社を所有していた。日本航空に吸収合併後もローカル線専門の2社については当時の社名のまま現存している。なお、ハーレクィンエアは人材派遣業に特化したのち、2008年3月31日をもって解散した。
他にも整備や地上ハンドリング、グッズ販売企画などの子会社もあった。
航空会社
- 日本エアコミューター（JAC、現在はJALグループ）
- 北海道エアシステム（HAC、現在はJALグループ）
- ハーレクィンエア（HLQ、現在は会社消滅）

整備・地上ハンドリング会社
- 日東航空整備（NTM）
- 東亜エアーサービス（TAS）
- 北海道エアーサービス（HAS）
- 仙台エアーサービス（SAS）
- 金沢エアシステム（KAS）
- グランドエアーサービス（GAS）

地上支援機材・車両整備
- 日本エアモーターサービス（JAMS）

航空機部品・設備の保管・払出・輸出入
- ジェイエイエスメンテナンスサポート（JMC）
- ジェイエイエスエアクラフト（JASA）

予約業務
- SAS
- KAS
- エアロコミュニケーションサービス（ACS）
- 大阪エーシーエス（OSAACS）
- 福岡エーシーエス（FUKACS）

商事業務・空港売店運営・保険代理業
- ジェイエイエストレーディング（JTR）
- ジェイエイエス商事（JSC/商事業務/2000年4月より以下社名）
- ジャスナイスウイング（商事業務・パッケージツアーの主催、法人としては現在のジャルパック）

旅行業
- ジェイエイエス商事（JSC）
- ジェイトラベル東京（JTT）
- ジェイトラベル北海道（JTH）
- ジェイトラベル大阪（JOO）
- ジェイトラベル名古屋（JTN）
- ジェイエイエスカストマーサービス（JCS）

その他
- ジェイエイエス旭川リゾート開発（JARD/ゴルフ場経営）
- JAS香港（JASHKG/香港地区総販売代理店/旧名JASH.K.日本佳速航空香港有限公司）

## 事故
日本国内航空を経て東亜国内航空時代から墜落、全損事故を含む数回の重大事故を発生させている。国内線の運航が主だったこともあり日本国外での事故はない。

また、1966年8月26日に、日本国内航空所属のコンベア880が、貸出先の日本航空により羽田空港で訓練中、離陸直後に墜落炎上し乗員4名および運輸省航空局職員1名が死亡した。

## 著名な出身者
- 鳥取三津子（日本航空第14代代表取締役社長）
- 池江亜希子（池江璃花子の伯母）
- 井岡絵美（ボクシング世界チャンピオンの妻）
- 堀高明（スターフライヤー創業者）